# ゴシック・アンド・ロリータ

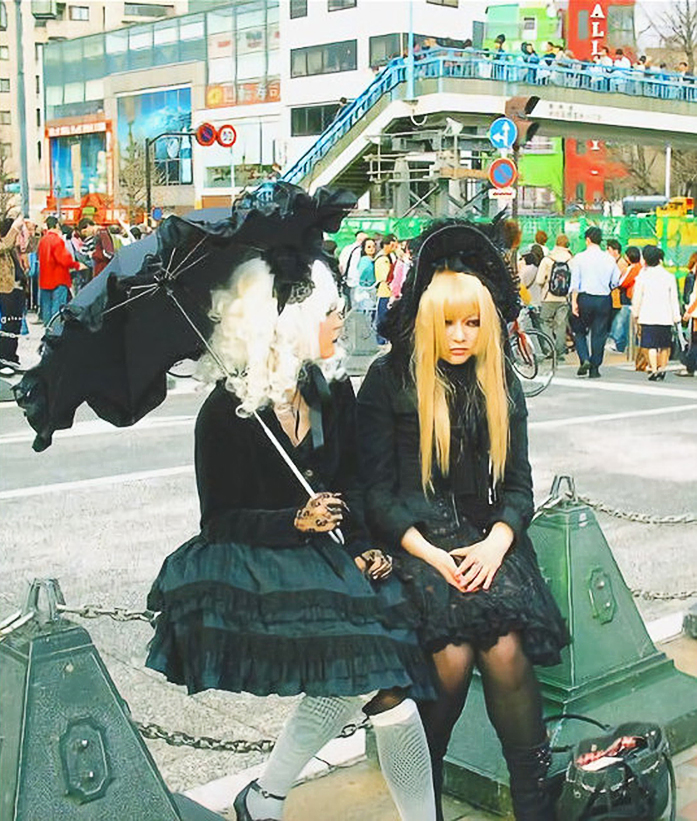
ゴシック・アンド・ロリータの例（2007年、東京都渋谷区原宿神宮橋）

ゴシック・アンド・ロリータ (Gothic & Lolita) は、本来異なるゴシックとロリータの要素を結びつけた日本独自のファッションスタイル。またそのようなサブカルチャーを指して言う語。ゴスロリと略して呼ぶことが多い。カルチャーとしてのゴスロリは、ヴィジュアル系バンド、嶽本野ばらの提唱する「乙女」、ドール文化などの要素を内包する。
一般的にはロリータ・ファッションの総称ととらえられているが、本来はロリータ・ファッションというカテゴリーの中のジャンルの一つである。

## 概要

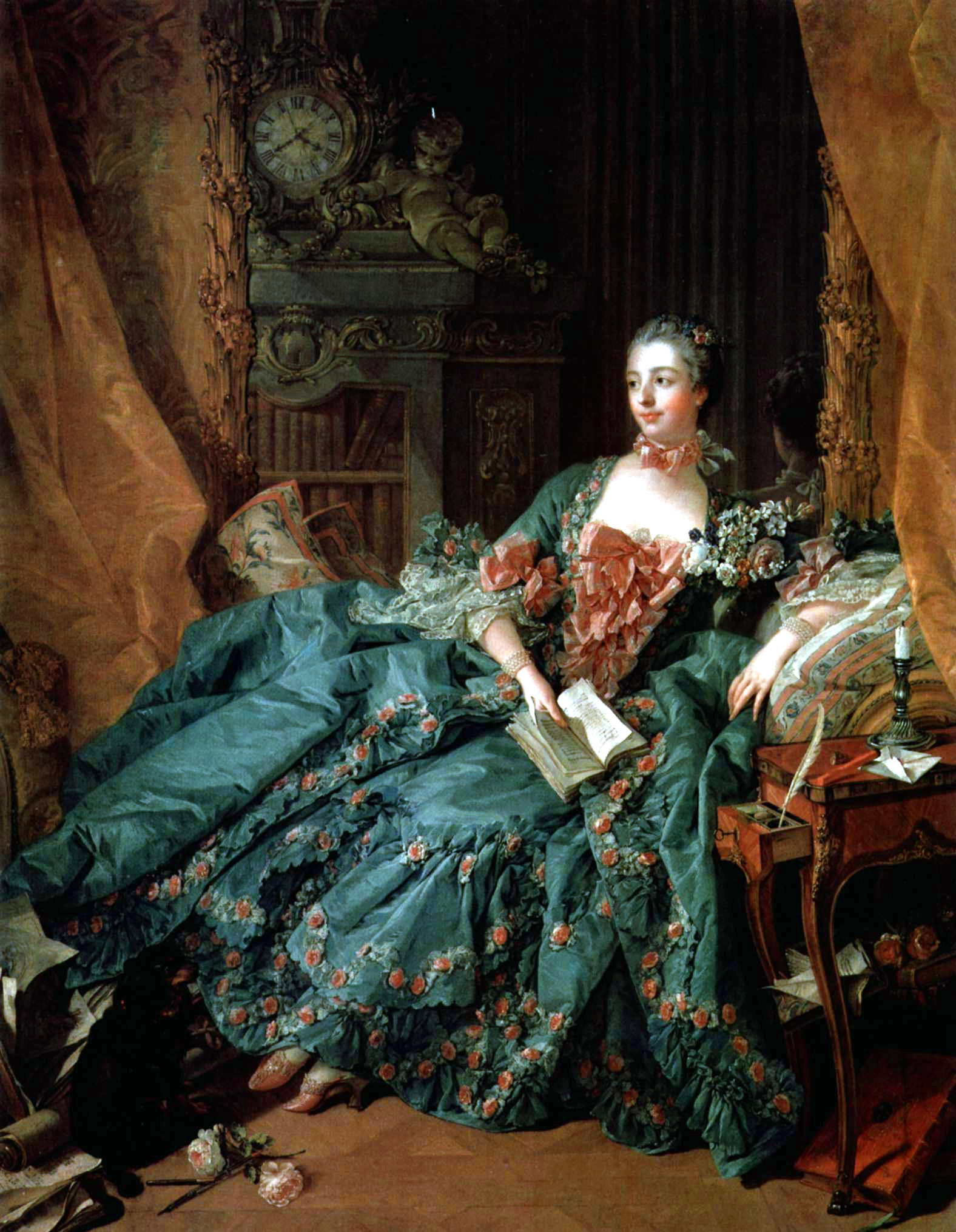
ヨーロッパ近世の貴婦人（ロココ文化とモードのリーダーポンパドゥール夫人 ）

ゴシック・アンド・ロリータは、ロココスタイルのような ヨーロッパ文化を思わせる幻想的な装いを特徴としている。またロココのほかにもヴィクトリア朝時代との関連の指摘もあるなど、ストリートファッションでありながらも西洋の文化を継承しようとする姿勢を持つ性格が独特である。また、ゴシック・アンド・ロリータ・ブランドのデザイナーもヨーロッパの伝統的な服飾文化をよく学んでおり、そうした技術やスタイルを模倣し典型的な西洋のイメージを形にするアイディアを打ち出している。しかし、ゴシック・アンド・ロリータ自体は日本独自の文化とみなされており、欧米では18世紀のドレスを着た者がストリートを歩いている国などありえず、伝統とモダンがこれほど同時に存在している国は他にないともいわれている。
ただし、ゴシック・アンド・ロリータファッションには、「暑い」、「動きにくい」、「収納に困る」、「高価」、「品薄」 など、着心地の悪さやスタイル維持の難しさという問題もある。さらに、ロリータをターゲットとしたブランドが大小問わず増えているのに対して、ゴシック・アンド・ロリータをメインターゲットとしたブランドはほとんどなく、ゴシックとロリータが重なり合う部分にいるゴシック・アンド・ロリータの人口も減っているとも言われている。

### 外見的特徴
ゴスロリの女王とも表現されることがあり、元祖ゴシック&ロリータを自認する宝野アリカは、ゴシック・アンド・ロリータの外見的特徴について
| 「 | 黒を基調とした、レース、フリル、リボン、に飾られた華美な洋服、スカートはパニエで脹らませ、靴は編み上げのブーツや厚底のワンストラップシューズ。髪は長く、ヘアスタイルの理想は縦ロールで、リボンやヘッドドレスで飾る。装いは黒だけでなく真っ白でもゴブラン織り風の花模様でもよい。少年の場合は、主に黒で、小公子風のスーツやパンキッシュな革素材など。東京コレクションにも参加するようなデザイナーの作るものならなおよし、ヴィヴィアン・ウエストウッドは高価だが憧れのブランド、云々。 | 」 |

と述べている。なおアイテムの主な色は黒、白、赤、紫、ピンク、青が挙げられる。

#### コーディネート
全体のコーディネートの特徴は「甘過ぎず辛過ぎず」で、甘過ぎるとただの「黒いロリータ」になってしまいがちである（#外見的特徴）。
個々の部分については、ヘア・アクセサリーはボンネットやカチューシャ、ミニハットを合わせるが、薔薇のコサージュがついたものが一番それらしく見えると言われている。また、トップスやボトムスは黒で、ロリータ感を出すためにフリルは必須であるが、ロリータになりすぎないようにするためにパニエは控えめがよく、さらに黒一色になってしまうのも好ましくないとされるため、ワンピースやジャンパースカートなどのメインの洋服は黒をメインカラーとしつつも差し色を用いるが、赤や青など抑えめの色がよいとされており、パステルカラーは用いるべきではないとされている。ソックスはひざ下丈のハイソックスで、黒地に黒レースあるいは白レースが無難である。靴はロリータ・ファッションと同じく、つま先の丸いものを用いるが、色は黒で、ヒールのあるものや光沢のあるエナメル素材がよいとされる。

#### ヘアメイク

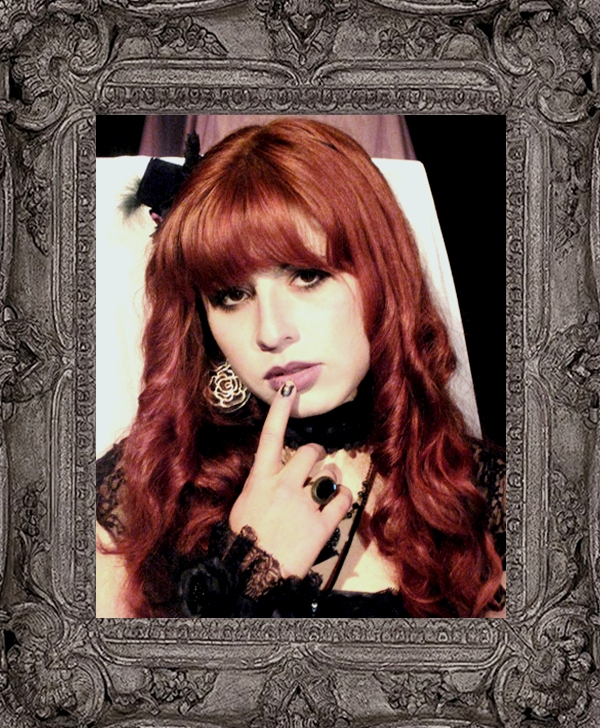
ゴシック・アンド・ロリータのヘアメイクの例

ゴシック・アンド・ロリータのメイクは、極端に白い肌色や濃いアイシャドウの病的な雰囲気を出し、赤や黒あるいはダークな色みの強い口紅を用いるというゴシック調である。また、メイクにはヴィジュアル系バンドの影響がみられるほか、顔は白塗りのこともまれにある。ゴシック・アンド・ロリータのメイクは、魔女のような死人めいたメイクと表現されることもある。こうしたメイクはゴシック・アンド・ロリータの非現実感を強調するために必須で、「メイクもファッションの一部」、「全身ゴスロリなのに靴はローファー、顔もスッピンはNG」 とブランドのデザイナーもメイクの重要性を指摘している。
また、髪型については縦ロールや姫カットが好まれる。縦ロールは巻くのが大変であるためウィッグを用いるものも多い。ヘアメイクや小物によってゴシック・アンド・ロリータにもロリータにもなると言われており、ヘアメイクはスタイルを左右するものである。

### 精神性
ゴシック・アンド・ロリータは精神性も大事にするといわれている。例えば、嶽本野ばらは、Mana、三原ミツカズとの対談の中で、
| 「 | そのお洋服を着たら、そのお洋服に似合う女の子になってほしい。言葉使い、立ち振る舞いとか。服だけゴス・ロリしていても、何か違う。 | 」 |

と述べている。また、Manaも
| 「 | ゴシックロリータとは、流行に左右されず、神秘的な世界観が永遠に好きでいられる人達、そんな人達のための空間・シーンだと思っています。 | 」 |

と述べている。そのほかにもヴィクトリア朝期のロマン主義思想、神秘主義、怪奇猟奇趣味、フランスの世紀末思想、耽美主義などもバックボーンとして挙げられることがある。
またゴシック・アンド・ロリータは、少女の夢やそこに潜む心の闇を、自己表現するファッションともいわれている。その一方で、ロココ調の装いに暗い死の影が浸透しており、それゆえに可憐さが際立っているようなスタイルであるという意見もある。しかし、奥底に流れる社会に対する冷ややかな眼差しを感じ取らせてしまうため一般の人々に嫌悪されやすいという指摘もあり、ゴシック・アンド・ロリータのように感情を全身にまとい町を歩く者を受け入れることができないのだろうとも言われている。
1980年代、1990年代にかけて、文学、歴史学、民俗学などの各分野の研究者たちが、ほとんどの童話の主人公が少女であり、また日本においても「かぐや姫」のような神秘性を持った主人公のほとんどが少女であることに対し、研究を行った。その少女の持つ神秘性（とくに男性からの視点における）を、とくに顕著に表すようなスタイルでもある。

### 年齢層
ゴシック・アンド・ロリータは20代、30代になると着られないと考える者が多いため、愛好者はおそらく20代までの若い層が大半を占める。また同年代の女性をターゲットとするギャルブランドやカジュアルブランドが売上げ増のために市場の変動に合わせた新しいトレンドを追い求めているのに比べ、ゴシック・アンド・ロリータ・ブランドはある程度一箇所に留まり一つのテーマを表現している。
しかしゴシック・アンド・ロリータは、肌の露出が少なく体型を隠せることや、大きなリボンなどが目を引くことから着る人を選ばない。そのため50代から60代の中高年のものも存在する。

### 種類
ゴシック・アンド・ロリータは様々な種類があり、今は廃れつつあるものや変化のあるものが多く存在する。流行によっても大きく左右されるため一概に言えないものも存在する。
ゴシック・アンド・ロリータには色々なこだわりや切り口があるため、一言ではいえないともいわれているが、アトリエサードの出版するクロスカルチャーマガジン『トーキングヘッズ叢書』No.33では「ゴシック・ロリータの種類」として分類されている。以下の類型に、当てはまる者が嗜好するものと、主に好むブランドを転記する。
V系
バンドの追っかけギャル、バンギャ。
Moi-même-Moitié、VISIBLE、MARBLE、h.NAOTO、BLACK PEACE NOW、Angelic Pretty、BABY, THE STARS SHINE BRIGHT、metamorphose temps de fille、beauty:beast
澁澤乙女系
澁澤龍彦、江戸川乱歩、荒俣宏などの小説家系を好む。球体関節人形が好き。クラシック音楽好き、古典美術好き、お針子見習い等。
Victorian maiden、Juliette et Justine、EXCENTRIQUE、Michal Negrin、Mary Magdalene、Jane Maple、Emily Temple cute
A系
アニメや漫画、声優に詳しい、元レイヤーだったり。スーパードルフィーなども数体持っていたりする。
metamorphose temps de fille、Innocent World、MA・MAM・ネコミミ、A+LIDEL、ALICE and the PIRATES、BABY, THE STARS SHINE BRIGHT、Angelic Pretty
イベント・クラブ系
ゴシックイベントやクラブに出没する人達。
危機裸裸商店、TAKUYA Angel、Fotus、Baby Doll、EXCENTRIQUE、Michal Negrin、alice auaa
1990年代的ロリータ
昔の「CUTiE」「Zipper」に影響された年季の入ったロリータ。
MILK、Jane Maple、Emily Temple cute、Fairy wish
無所属
「下妻物語」を観てからなど、まだ正体不明。
BABY, THE STARS SHINE BRIGHT、Angelic Pretty、MILK、Emily Temple cute
しかし、これらも個人の嗜好の問題であるため、時間と共に変化・重複して複雑になっていることが多い。さらに、ヴィジュアル系バンドやアニメ主題歌の変化などによって、境界線は曖昧になってきている。

## 表記と経緯
ゴシック・アンド・ロリータの通称はゴスロリである。由来についてゴスロリ関連雑誌の編集長を務めた鈴木真理子は、「私達編集者などの、誰かが狙って「仕掛け人」となって作った言葉ではなく、ストリートの女の子達から生まれて育っていった言葉なのです。」と述べている。鈴木によると、1998年1月から原宿でスナップ撮影を始めたところ、1998年5月ごろからボンネットを付けた人形のような服を着た少女たちに会うようになり、そのファッションが「ゴシック&ロリータ」略して「ゴスロリ」と呼ばれていることを知ったという。また、表記としては他にゴス・ロリ、ゴス&ロリ、ゴシック・ロリィタ、ゴシックロリータ なども存在する。また「ゴシック調ロリータ・ファッション」 や「ゴシック調のロリータスタイル」 という表現も存在する。
なお、ゴスロリという語が一般に市民権を得たのは、2003年に起きた河内長野市家族殺傷事件の報道の影響が大きい。

## ストリート・ファッションとしてのルーツ
ロココやヴィクトリア朝時代  のファッション・スタイルとの関連が指摘されているゴシック・アンド・ロリータであるが、ストリート・ファッションとしてのルーツには、ナゴムギャルとトランスギャルの融合とするもの や、海外のゴシック・ファッションの要素を取り込んだ日本のロリータ・ファッションから派生した とするものなど諸説あり、主に次のようなものが挙げられる。

### ナゴムギャルとトランスギャルによるゴシックとロリータの融合
1980年代頃、トランスギャルとナゴムギャルという2種類のおっかけが存在した。トランスギャルは、トランスレコードのYBO2、Z.O.A、ASYLUM、SODOMなどのおっかけをし、全身を真っ黒の出で立ちに青白いメイクと髑髏のアクセサリーを身に付け、MILK、OZONE COMMUNITY、Y's、COMME des GARCONSなどのブランドを好んだ。またナゴムギャルは、ナゴムレコードの有頂天、たま、人生、筋肉少女帯、ばちかぶり、死ね死ね団などのバンドのおっかけをし、ボーダーのニーソックスにリボン、派手なTシャツにラバーソウルを着た実年齢よりも幼い印象で、Jane Maple、MILK、PINK HOUSEなどのブランドを好んだ。その後イカ天でバンドブームが到来し、歩行者天国でストリートライブが行われるようになってくると、様々なバンドを見るファンによって、ナゴム系とトランス系の双方の要素が混ざっていき生まれた。
これに関連する意見としては、トランスギャルはジャパニーズ・ゴシックの原型であるとするものや、現在のゴシック・アンド・ロリータとほとんど変わらないとするもの、ナゴムギャルとトランスギャルをロリータとゴシックのルーツであるとしつつも、ゴシック・アンド・ロリータの原型を作ったのはMALICE MIZERの世界観に影響を受けたファンたちであるとするものがある。MALICE MIZERとの関連については#MALICE MIZERのManaによるゴシックとロリータの融合、#ゴスとヴィジュアル系の関係とゴシック・アンド・ロリータでも述べる。なお、バンドブームの衰退とともにトランスギャルの好んだ服装もナゴムギャルの好んだ服装も主流から消えていった。
また、ナゴムレコードに所属していた筋肉少女帯の大槻ケンヂは、「「ゴシック&ロリータ」という言葉は、モアティエのMana様が作ったと言われているんです。しかしその存在というか、いわゆるゴシックでロリータな格好の女の子は、僕の記憶では既に80年代にいましたね。」と述べている。また大槻は「目黒の鹿鳴館ってライブハウスでヘヴィメタがよくライブしてて、ヘヴィメタルってヨーロピアンな流れもあるから、そこで女の子たちがヨーロピアンな服装をするんだけども、まあちょっと感性が違ったりして、今にして思えばゴシック&ロリータな服に偶然なってる場合が多々ありましたかねえ。」と述べている。しかし、当時はゴシック・アンド・ロリータという言葉はなかったため、大槻らはそれらを「鹿鳴館ギャル」と呼んでいた。

### VISIBLEとATELIER-PIERROTによるゴシックとロリータの融合
1990年頃、関東はゴシックテイスト中心、関西はロリータテイスト中心であった。そのころ、大阪のブランドVISIBLEが東京のセレクトショップATELIER-PIERROTのオーナー、大橋敬子の「真っ黒で作って欲しい」という要望から黒のアイテムを作ったことから生まれた。
VISIBLEは当初、デザイナーのレイチェルと大阪モード学園で同期だったMARBLEの泉さおりが家賃を折半し店舗を借り、MARBLE/VISIBLEとして開店した。このMARBLE/VISIBLEはゴシック・アンド・ロリータのさきがけであるともいわれているが、泉のMARBLEとレイチェルのVISIBLEは初めから別々のブランドで2002年には独立店舗を持つに至っている。

### MALICE MIZERのManaによるゴシックとロリータの融合

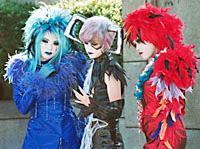
ヴィジュアル系バンド（MALICE MIZER）のコスプレ

MALICE MIZERはそれまでのヴィジュアル系と比べて、群を抜いて濃いメイクと衣装、過剰な演出をしていたが、MALICE MIZERの中で女性的な位置づけであったManaのスタイルをエレガント・ゴシック・ロリータと称したものがルーツ で、Manaがゴシック・アンド・ロリータを最初に定義した。
この「MALICE MIZERのManaによるゴシックとロリータの融合」は有力な説の一つであるが、一般の少女たちが行っていたロリータ・ファッションのアレンジをまとめたのがManaの「Moi-même-moitié」であるとも言われている。前述の大槻 の他に『KERAマニアックス』編集長の鈴木真理子も、ゴシック・アンド・ロリータが売れるようになったのはMALICE MIZERがメジャーデビューし、ゴシック・アンド・ロリータを着るManaの姿が全国的に映し出されたためであると述べている他、「Manaがゴシック・アンド・ロリータと名づけた」という説はMana自身否定している。しかしManaが自分のファッション・スタイルについて「エレガントで、ゴシックで、ロリータな」スタイルと表現していたため、ファンの間で「ゴシック・アンド・ロリータ」という言葉が生まれたとも言われており、また、MALICE MIZERの世界観に影響を受けたファンによってゴシック・アンド・ロリータの原型が誕生したという説もある。
なお、Manaは「ブランドの構想を考え出した97 - 98年頃、世の中にLolita系ブランドはあったのですが、ダークで可愛いものを扱っているブランドが、僕が知っている限りではありませんでした。僕は怪しくて、Gothic的なものも大好きだったので、そこにLolitaの持つ可愛らしさを組み合わせたら、と考え、Gothic&Lolitaというものを創り出したのです。」とも述べている。

## 類似するファッション傾向との比較・関係

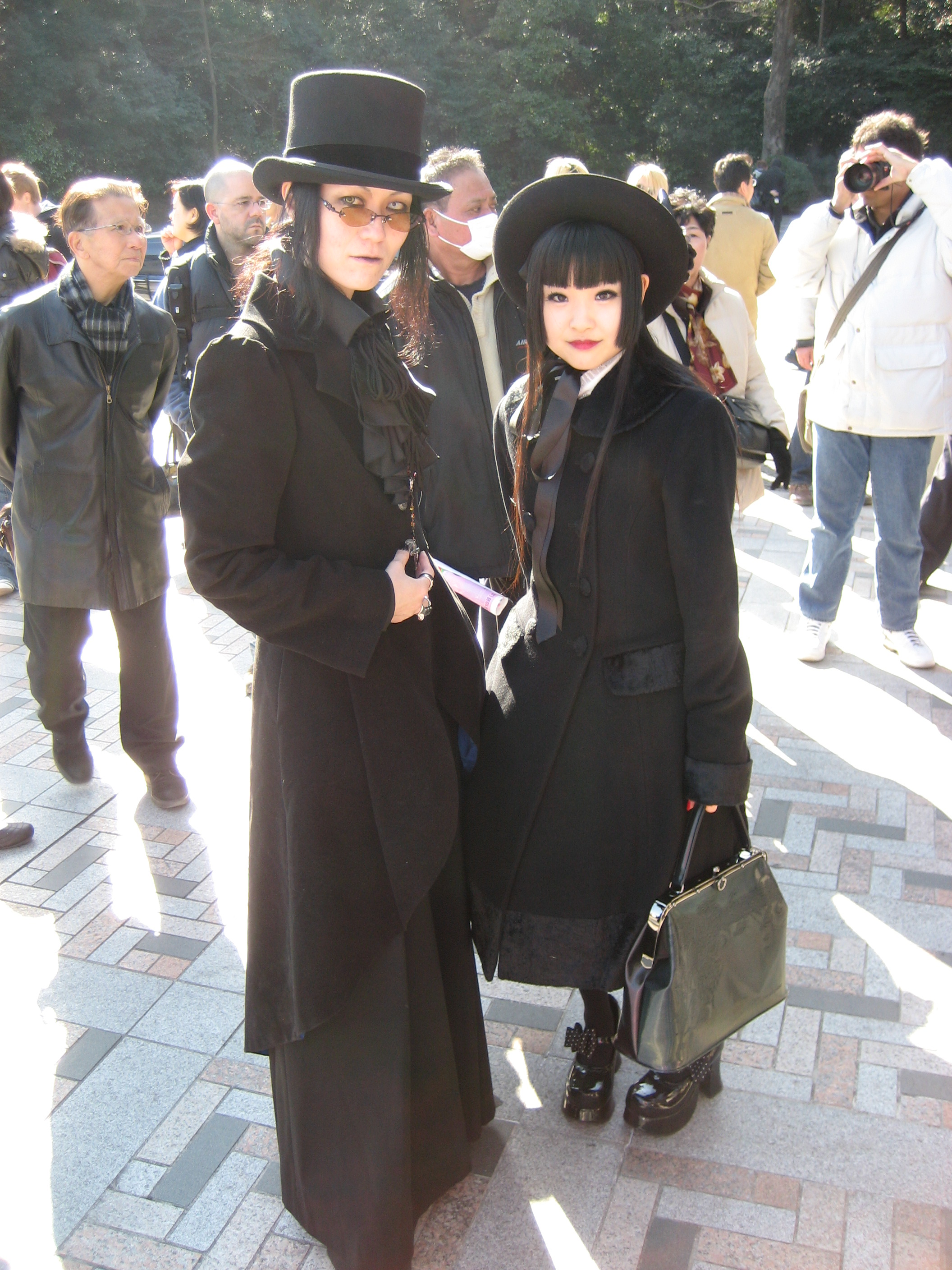
ゴシック・ファッションの男性（左）とゴシック・アンド・ロリータの女性（右）（東京都渋谷区原宿神宮橋）。

前述のトランスギャル、ナゴムギャルのほかにも、ゴシック・アンド・ロリータには志向・外見が類似したいくつかのファッション傾向がある。

### ゴシック・ファッション、ロリータ・ファッション
前述のようにゴシック・アンド・ロリータは、ゴシック・ファッションとロリータ・ファッションの融合である。そのためそれぞれの要素を含んでいるが、美術評論家の樋口ヒロユキは、著書『死想の血統 ゴシック・ロリータの系譜学』の中でゴスイベントに来る、ゴシック・アンド・ロリータ・ファッション、ゴシック・ファッション、ロリータ・ファッションの愛好家を比較して次のように大別している。
- ゴシック・アンド・ロリータ・ファッション:フリルやレースたっぷりのロリータ服とラバー小物、顔はまれに白塗り
- ゴシック・ファッション:SM系のラバーやパンク服、顔は白塗り
- ロリータ・ファッション:フリルやレースたっぷりのロリータ服、顔はナチュラル・メイク

その上で樋口は、ゴシック・アンド・ロリータは、ゴシックとロリータの間にあるもので、ゴシック寄りのものは死の匂いが強く、ロリータ寄りのものは少女趣味が強くなるとした。

#### ゴシック
「ゴシック」(Gothic)とは、「ゴート族風の」という意味で、「野蛮・残酷」を意味する語である。

##### ゴシック的な要素

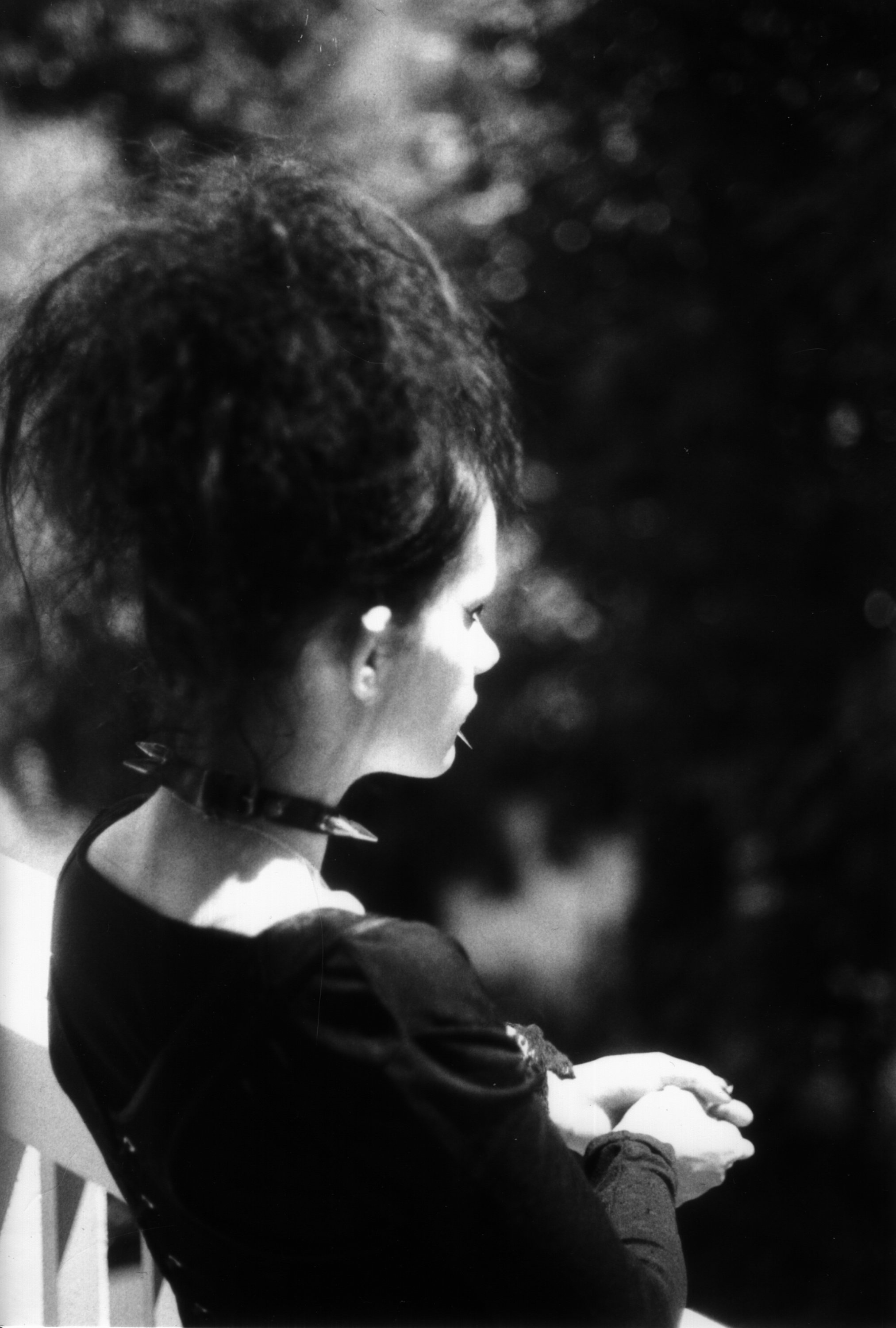
ゴシック・ファッションの女性

ゴシック・アンド・ロリータは、ゴシックとロリータの要素を結びつけたものである。そのうちゴシックな要素として次のようなものが挙げられている。
「色ならば黒。時間なら夜か夕暮れ。場所は文字通りゴシック建築の中か、それに準ずるような荒涼感と薄暗さをもつ廃墟や古い建築物のあるところ。現代より過去。ヨーロッパの中世（風）。古めかしい装い。温かみより冷たさ。怪物・異形・異端・悪・苦痛・死の表現。損なわれたものや損なわれた身体。身体の改変・変容。物語として描かれる場合には暴力と惨劇。怪奇と恐怖。猟奇的なもの。頽廃的なもの。あるいは一転して無垢なものへの憧憬。その表現としての人形。少女趣味。様式美の尊重。両性具有・天使・悪魔など、西洋由来の神秘的イメージ。驚異。崇高さへの傾倒。終末観。装飾的・儀式的・呪術的なしぐさや振る舞い。夢と幻想への耽溺。別世界への夢想。アンチキリスト。アンチ・ヒューマン。」(高原英理 2004, pp. 8–10)）
こうした要素のいくらかを内包していなければゴシック・アンド・ロリータとは呼ばない。
欧米のゴスの成功の理由は、アンチ・キリストの表象を前面に出したことによって、「堕天使サタンの物語」というもっとも共感域の広い悲劇を想起させたことにあるとも言われているが、ゴシック・アンド・ロリータや、そのカリスマたちがアンチ・キリストの悲劇に宗教的共感を寄せているとは考え難いという指摘もある。

##### ゴスとヴィジュアル系の関係とゴシック・アンド・ロリータ

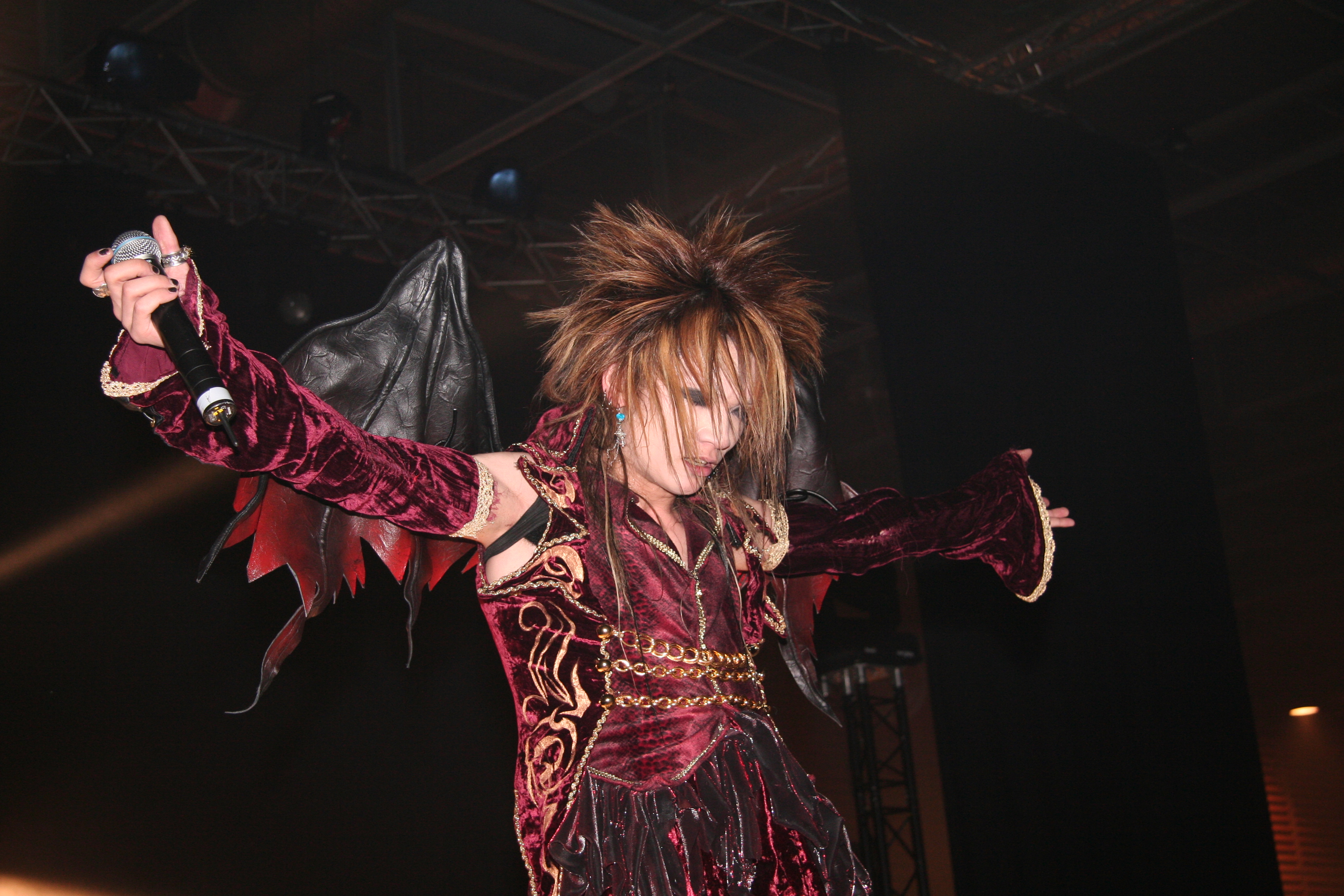
ヴィジュアル系

また、ゴシック的な感覚を基に生まれたゴス(Goth)は、日本ではX JAPANやMALICE MIZERが伝道したスタイルである。X JAPAN、MALICE MIZER共にヴィジュアル系バンドであるが、ゴスの流れを汲むヴィジュアル系バンドのファン層を中心に広がっていったとも言われている。
一方でヴィジュアル系バンドがステージ衣装を取り入れたり、雑誌でゴシック・アンド・ロリータ系ブランドのモデルにヴィジュアル系バンドのメンバーが起用されたりと相互に影響を与え合っており ヴィジュアル系バンドに憧れる層もゴシック・アンド・ロリータに関心を抱くようになったという指摘もある。

#### ロリータ
ロリータは、ロシア人作家ウラジミール・ナボコフの代表作である小説『ロリータ』に由来する。この「ロリータ」とは作中に登場するドロレス・ヘイズという少女の愛称であるが、この少女は少女期特有の妖しい魅力（ニンフェット）の持ち主で、それゆえ「少女的である」という要素が強調されやすい。

##### ロリータな要素
嶽本野ばらはロリータの共通して偏愛する要素について「アリス、王冠、天使、テディベア、キティちゃん……。澁澤龍彦、森茉莉、恋月姫、楠本まき……。バッハ、パンク、アンティークオルゴール……。」を挙げている。また嶽本は、ロリータは各自が自分流のロリータの定義を持っており、自らの美意識のみを拠り所とし、自分のルールにしか従わないのがロリータとして生きていくための条件であると主張しており、その定義について、フリルが満載の洋服を着ている、ヘッドドレスをつけているなどの表層的な部分を定番どおりになぞらえても真のロリータにはなりえず、ロリータの解釈と実践は各人によって異なり、ロリータな精神さえ持っていればロリータである、と述べている。

### パンク・ファッション

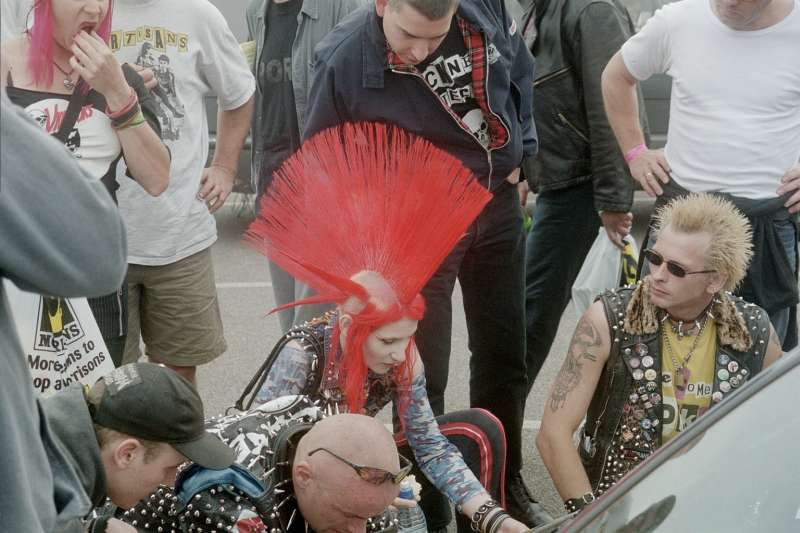
パンク・ファッション

パンク・ファッションとゴシック・アンド・ロリータは音楽ムーブメントと深く関連し、奇抜なファッション傾向があり、大人への反抗心などを持つなど、それと重なる部分がある ほか、ヴィヴィアン・ウエストウッドの行ったような伝統回帰やロマンティシズムへの憧憬も志向している。実際、ゴシック・アンド・ロリータにパンクの要素を取り入れたゴスパン(Gothic Punk)や、ロリータ・ファッションにパンクの要素を取り入れたパンクロリ(Punk Lolita)などの派生ファッションも存在する。
また、ゴシック・アンド・ロリータの愛好者にもヴィヴィアン・ウエストウッドは人気で、バッグ、アクセサリー、ジャケットなどのアイテムをあわせることがあり、中でも足首に紐を巻きつけるバレリーナシューズ（ロッキンホース・バレリーナ）は最もポピュラーで ある。

### モード
2005年頃よりミラノやパリなど各地のファッションコレクションにおいてゴシックロリータの影響が見られる。CHANELやYves Saint Laurentがその例である。

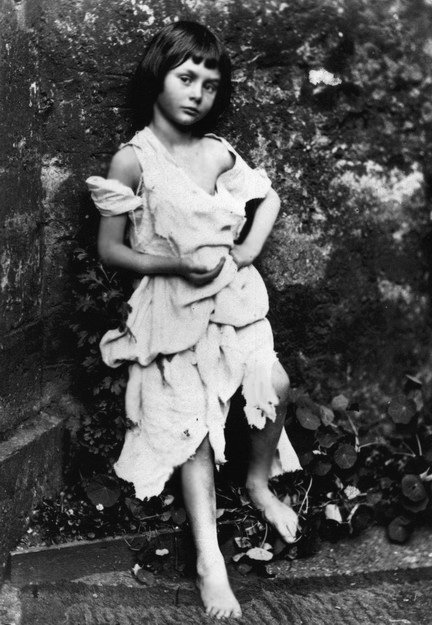
乞食に扮したアリス・リデル（1859年ごろルイス・キャロルが撮影）

### ピンクハウス
ピンクハウスは1971年に金子功をデザイナーとしてニコルから誕生し、1983年のオリーブ少女ブーム で大ブレイクしたブランドであるが、そのデザインは極端にロマンチックなものであった。このロマンチックなデザインや独特の印象から、ロリータ・ファッションと同列視する者がいるが、両者には決定的な違いがある。金子のデザインした服は、肩から下までストンと落ちるような直線的なラインで足をほとんど見せないものが多いのに対し、ロリータ・ファッションは、スカートを膨らませウエストをしっかり絞って強調しており、一部にロングスカートのものもあるものの足は見えるのが一般的である。
また、ピンクハウスのシルエットはヴィクトリア朝時代（1837年から1901年）の庶民的ファッションに近いのに対し、ゴシック・アンド・ロリータは王族に近いという指摘もある。また、ピンクハウスなどの1980年代DCブランドとゴシック・アンド・ロリータとの違いについてデザイン・コンセプトを指摘するものもいる。その指摘は、金子功のデザインの方針が「大人の女性の為の少女趣味」であり、「ヨーロッパの田園」を補強するイメージ写真を掲載するなどしていることに手がかりがある。Pink Houseの想定する「少女」は「自然」と結びつくものであった。さらに、この「少女=自然」「ヨーロッパの田園」イメージは、日本人男性による「想像」の産物である。というものである。
1980年代には少女趣味的な服の代表であったピンクハウスであるが、現在ではロリータ・ファッションに分類されていない。

### その他のファッション

#### ギャル系

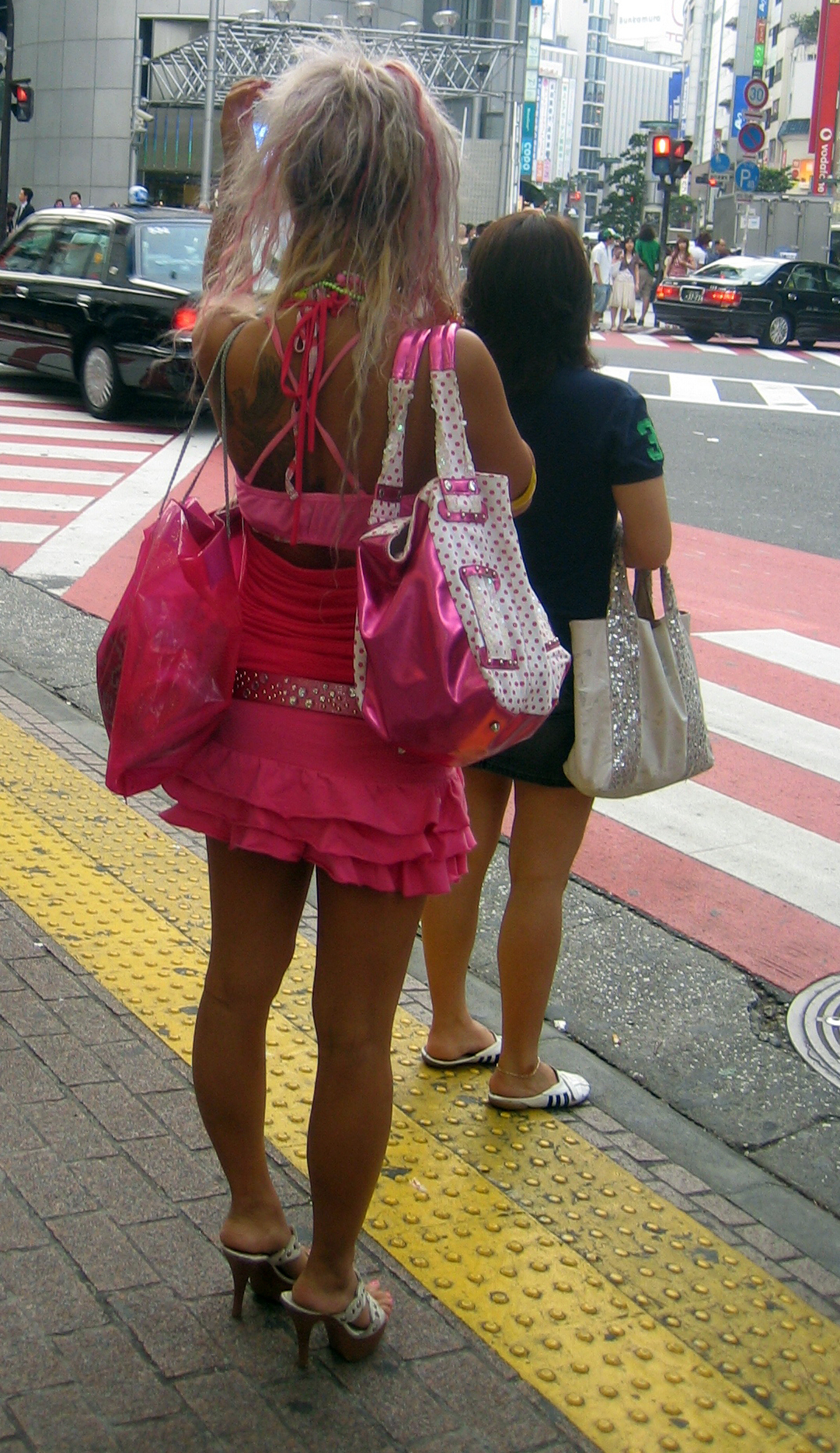
ギャル（2006年、東京都渋谷区道玄坂109前）

東京のファッションカルチャーの代表として、ゴシック・アンド・ロリータとギャル系ファッションは双璧をなしているが、ギャルは「レース、フリル、リボンにあふれた『かわいいおしゃれ』が大好き」とも言われており、ギャルから派生した姫系や姫ロリと呼ばれるファッションスタイルが存在する。
一部のギャルから派生した姫ロリは、BABY, THE STARS SHINE BRIGHTやJESUS DIAMANTEの洋服を着て、ブロンドの髪を高く盛り、ティアラや大きなリボンを付け、ネイルや小物にはたくさんのラインストーンを付けるものであった。姫系は、ギャルが標榜するお姫様のようなファッション傾向で、JESUS DIAMANTE、Barbie、Pinky Girls、RUBY ROSE、A mon avisなどのブランドも好まれている。
ゴスロリとギャルとの間に親和性があると感じるというものもおり、ギャルとロリータを行き来するもの や、ゴスロリと姫ギャルをターゲットにしたシューズブランドも存在する。また、ロリータのカリスマ嶽本野ばらもギャルのカリスマ浜崎あゆみ好きを明言している。
また、ゴシック・アンド・ロリータの着用者の中には、ギャル雑誌『小悪魔ageha』を参考にメイクをするものもいる。

#### ちょいゴスロリ
2009年4月3日付けの日経トレンディネットの記事では「ちょいゴスロリ」という傾向が取り上げられている。それによると「ちょいゴスロリ」とは「カラーを黒中心に据えてシューズをベロアにしたり、レースや中世を思わせるアンティーク調アイテムを使ったりなど個々のアイテムはゴスロリを思わせるが、全体のスタイルは完全なゴスロリではない。」というように、ディテールを取り込んで雰囲気を出す、「よく見れば」、「なんとなく」ゴスロリというものである。

#### 浴衣
2003年6月6日付けの繊研新聞では、各ブランドが初めて作ったゴスロリゆかたのファッションショーが取り上げられた。記事によると新宿マルイワンで行われたショーにはMAXICIMAM、BABY, THE STARS SHINE BRIGHT、metamorphose temps de fille、SEXY DYNAMITE LONDON、BLACK PEACE NOW、MIHO MATSUDAなど11ブランドが参加した。また、そのデザインは「黒地にバラや血糊のプリント、そろいのヘッドドレスやスタッズを打ったレザーの帯、チュールレースとのコーディネートなど」とあり、形もベーシックなゆかたにプリントだけゴシック・パンクというものや、ドレスのようなデザインのものが見られた。また2007年にもATELIER-PIERROTやh.NAOTO、despair、Deorartなどもゆかたを制作している。
ニューヨーク州立ファッション工科大学は2009年2月に「サブカルチャー&スタイル」と題したシンポジウムを二日間にわたって開き、前述の川村由仁夜、京都造形芸術大学助教授の成美弘至、クリエーティブ・コンサルタントのティファニー・ゴドイが日本のサブカルチャーをテーマに講演を行ったが、その中でゴドイは日本人が制服や着物のように「型」の決まった服を着用してきたことを指摘し、さらにゴシック・アンド・ロリータも、それを着用する者にとっては制服のようなもの、という見方を示した。服飾コードの供給源としてはミュージシャンや漫画家、服飾デザイナー、人形作家などのカリスマが挙げられる。また、ロリータ・ファッションにも「美しさや、着こなしのルールがあり、完璧性を競う」といわれており、その点がカジュアルダウンで自身を表現するストリートカジュアルとの決定的な違いとする意見もある。

#### ゆるふわ
ゆるふわのスカートのボリューム感のあるシルエットは、ゴシック・アンド・ロリータやロリータ・ファッションに似ているが、それらがウエストを絞った半円のようなシルエットであるのに対して、ゆるふわは「Aライン気味」とも言える緩いふくらみである。また決定的な違いとしてゴシック・アンド・ロリータやロリータ・ファッションのスカートがひざ丈やひざ上であるのに対して、ゆるふわはロング丈で統一されている。さらに、「レースや装飾がなく無地でシンプルなものが多い」、「甘い雰囲気を引き締めるためにブラックを適所に置いてバランスを保つ」、「パーカーやスエットなどのカジュアルアイテムを取り入れる」などのコーディネートの特徴も指摘されている

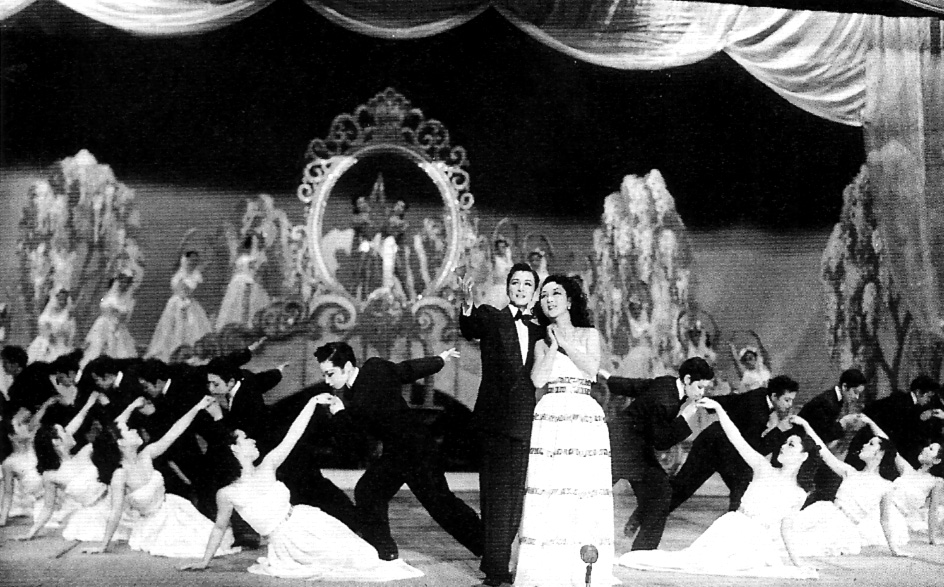
宝塚歌劇団雪組によるレビュー『白き花の悲歌』（1951年）中央：春日野八千代、朝倉道子

#### 宝塚歌劇
宝塚歌劇に関する特集は、ゴシック&ロリータバイブルでも複数回組まれている。また2005年3月9日付の『繊研新聞』では50代から60代の中高年のゴシック・アンド・ロリータ着用者について触れ、その中で、現代社会研究所所長で青森大学社会学部教授の古田隆彦は、50代から60代の女性の多くは少女時代に宝塚歌劇や、中原淳一、内藤ルネらの少女画に熱中した世代であることを指摘し、少女時代からの宝塚や少女画のファッションへの憧れが、若者たちやモードに後押しされたのではないかと推測している。なお、内藤ルネとロリータブランドHeart Eのコラボレーション商品も存在する。また宝塚は「夢の世界」と言われるが、コスプレとゴシック・アンド・ロリータも同じく「夢の世界」の実現にコミットする文化である。これらは「夢の世界」を形成するにあたって「西洋」のファンタジーを用いている点でも似ているが、水野麗はこの場合の「西洋」を「単に異国情緒・異国趣味といったものではなく、また単純に「先進国」として見習うべき手本といったものでもない。それぞれの文化の根幹にかかわる重要な要素であり、複雑なダイナミズムをもって実現されている、情熱の矛先とでも言うべきものである。」と論じている。
また水野は宝塚、コスプレ、ゴスロリそれぞれの「西洋」について次の点を指摘している。
宝塚と「西洋」
「西洋物」の作品で、念入りな化粧で彫りを深くして「西洋人」を演じるのに、東洋人以外の外国人の入団がないねじれ
コスプレと「西洋」
「西洋」の世界観を持つマンガ・アニメ・ゲーム作品の白人のキャラクターのコスプレを白人がすることへの日本人コスプレイヤーの違和感
ゴスロリと「西洋」
「西洋」が憧れの世界として機能しているゴスロリやロリータ・ファッションを着た白人への日本人の愛好家の違和感
さらに水野は、東洋人的な身体が「夢の世界」としての「西洋」を宝塚やコスプレ、ゴスロリで演じているところに、現実の西洋が混ざるとファンタジーと現実の水準の混乱を招くために目立つ、としている。
しかし同じ西洋のファンタジーを源泉とする宝塚とゴスロリには、コスプレで決定的に違う点がある。それは宝塚が「西洋物」を確立したのに対して、ゴスロリやコスプレが1980年代以降の欧米風の生活スタイルが違和感なく存在する時代から楽しまれている点である（コスプレとゴシック・アンド・ロリータの関係については#コスチュームとしてのゴシック・アンド・ロリータでも述べる）。なお宝塚歌劇団で上演している『ベルサイユのばら』(1974年初演)は、フランス革命期をマリー・アントワネットの生涯を中心に描いた作品である。
また、宝塚にはファンクラブが役者を招いて行う「お茶会」というイベントがあり、ゴシック・アンド・ロリータやロリータ・ファッションにおいてもやはり「お茶会」というイベントがある。ブランド主催のお茶会の中には読者モデル やデザイナー などが参加して行われることもある。ゴシック・アンド・ロリータにおけるお茶会については#お茶会でも述べる。
なお、ヴィジュアル系のルーツが宝塚にあるという意見も存在する。

## 各国での展開
これまで、ファッションではアンダーカバーやユニクロ、音楽ではピチカート・ファイヴやPUFFYが日本から海外進出を果たし支持を得ていたが、それらがあくまでもブランドやアーティスト単体が支持されるにとどまっていた それに対し、ゴスロリは日本生まれのジャンルそのものが受け入れられているとも言われている。

### 欧米での展開
ゴシック・アンド・ロリータは欧米でもgosulori（またはgoth-loli） として知られている。ゴスの本場欧米では、本来なら崇高美学とホラーに結びつくゴシック愛好者がミニスカートを履くことを奇妙に感じるなどの批判があるもののゴシック・アンド・ロリータを好むものもいる。

#### アメリカでの展開
アメリカ合衆国ではゴシック・アンド・ロリータは既に研究対象としても扱われている。実際ニューヨーク州立ファッション工科大学の付属美術館ディレクター、ヴァレリー・スティールは来日した際、h.NAOTOの廣岡直人へインタビューを行っている。
また、アメリカにゴシック・アンド・ロリータを広めたことで知られるエヴァネッセンスのボーカル、エイミー・リーは、ゴシック・アンド・ロリータ愛好家である。このほかにも、マリリン・マンソンやシンディ・ローパー、レディー・ガガはゴスロリ関係の服を来日した際に購入しており、アメリカでの人気の高さが窺える。

#### フランスでの展開
フランスでも、2006年12月1日にパリ初のゴスロリ専門洋服店「ハラジュク」がオープンし、翌2007年6月にはフランス初のゴスロリブランドKAWAIKOがパリ市内に店舗をオープンしている。ほかにも、Japan Expoでラフォーレ原宿がファッションショーを行ったり、ヨーロッパ初のゴスロリイベントJ-POP COLLECTIONS in Paris 2007が開かれるなど、ゴシック・アンド・ロリータが輸入されている。
また、ロリータ・ファッションを愛好するものの中には、ビジュアル系への興味からゴシック・アンド・ロリータを愛好した時期を持つものが多い。例えばBABY, THE STARS SHINE BRIGHTのパリ店では開店当初は黒一色の客が多かったが一年もたたないうちにカラフルなファッションへとかわっていったという。ちなみにこの変化は、コーディネートしやすい初心者向きの「黒」から、ファッションに目覚めた結果であるともいわれている。

#### その他欧米での展開
ドイツはヨーロッパで最も多くのゴスロリファンがいるともいわれており、500人規模のファングループが4・5グループある。
そのほか日本のツアー企画旅行会社による、ゴスロリ店をめぐるツアーを企画が人気を博しており、原宿のゴスロリショップでは買い物客の4割が日本人以外(特に欧米系)であるという指摘もある。
このように、欧米人がゴシック・アンド・ロリータに注目するのは、欧米人が行えば単なる懐古趣味の域に留まってしまうものを、東洋人による別のスタイルにしてしまったからだという指摘もある。その一方で、18世紀、19世紀の西洋服飾史をベースにしたロリータと、ヨーロッパ発祥の様式であるゴシックという文化的背景を考えると、ヨーロッパに流入しカルチャーとしてとらえられ広まったことも自然なことかもしれないという指摘もある。

### アジアでの展開

#### 日本での展開

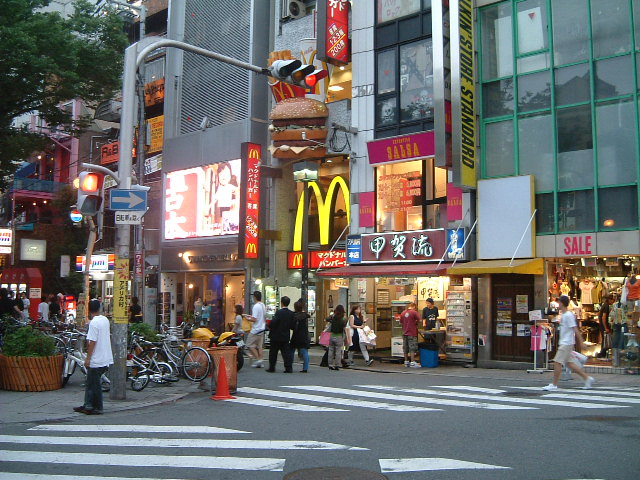
大阪市中央区西心斎橋のアメリカ村三角公園付近（2007年）ゴシック・アンド・ロリータの発祥はアメリカ村ともいわれている

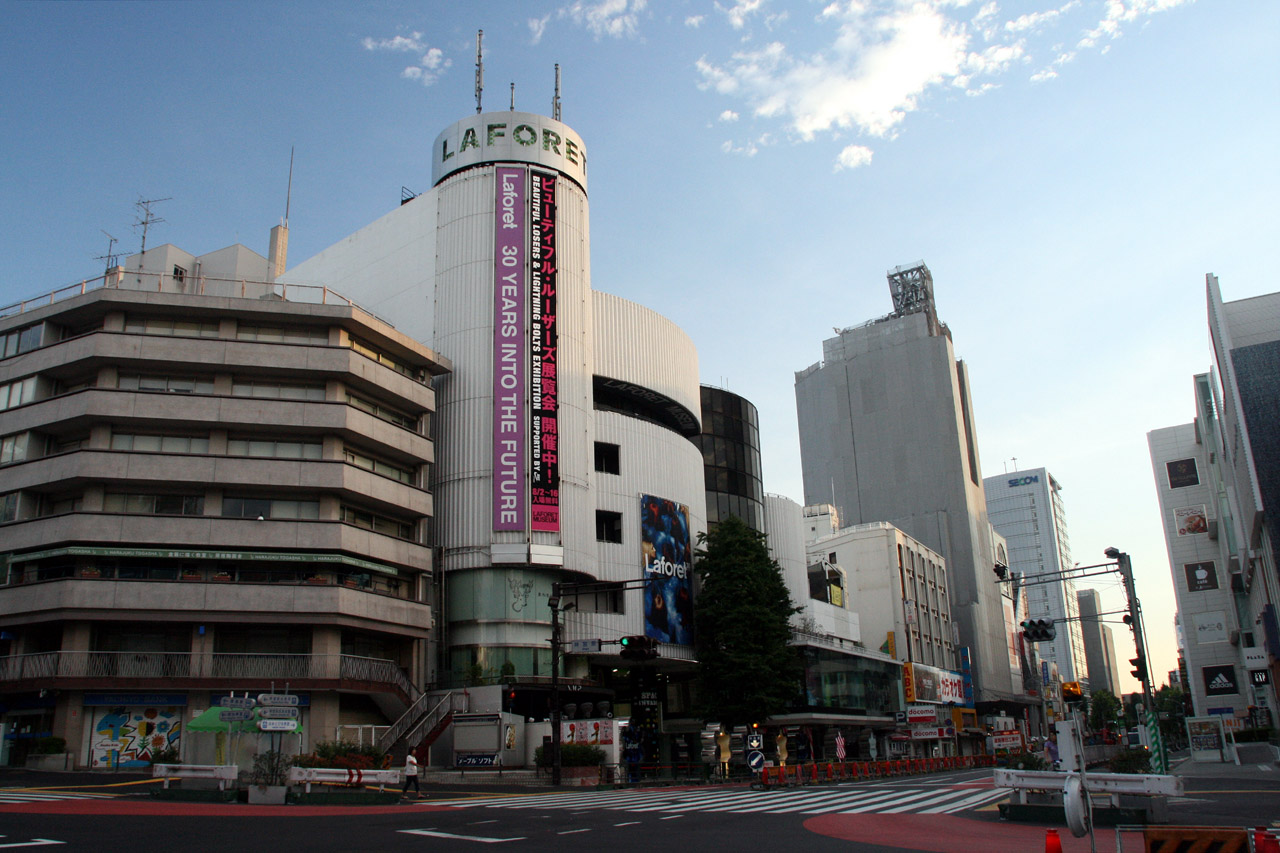
ゴスロリの聖地原宿 に建つラフォーレ原宿

日本では百貨店との同質化を避けたファッションビルがゴシック・アンド・ロリータの希少性の高さ、客単価の高さ、固定ファンの存在、ファッション傾向の追い風を受けて導入し始めた。ゴスロリ系ブランドを集積した主な商業施設としてラフォーレ原宿 やマルイワン新宿が挙げられる。その後、新宿地区再編に取り組んだマルイは、マルイシティー1やマルイシティー2など改装を進め、新宿マルイワンをオープンさせ、旧マルイヤング新宿にあったゴスロリ系ブランドを集めた。
さらに2002年、京都四条河原町の阪急百貨店がゴスロリ系のブランドを導入し、百貨店からもゴスロリがファッションとして認知されるようになった。また北海道でも2002年、三越が札幌店で取り込みきれない18歳から22歳の客層を狙って札幌アルタを開店し、ゴスロリ系をテーマとしたフロアを設けた。
2005年10月にはゴスロリとレディスパンクの最大のイベントといわれるインディビジュアル・ファッション・エキスポが開かれた。インディビジュアル・ファッション・エキスポについては#インディビジュアル・ファッション・エキスポでも述べる。

##### 日本での市場規模
前述のようにファッションビルはゴシック・アンド・ロリータの客単価の高さに注目している。しかしその一方で松浦桃は、ゴシック・アンド・ロリータの市場規模が拡大しないのは「着られる時間」、「その分購入されるアイテム=実際に動く購買力、それによって増減する販売数」、「ゴシック・アンド・ロリータというジャンルに所属する人口」の三点で不安定とみられているからだと指摘した。これはゴシック・アンド・ロリータが職場や学校へ着て行くことができないため実際に着用する回数が少なく、購入するアイテム数が限定されるという問題と、20代、30代になると着られないと考える者が多いため、購買層が20代までの若い層に集まり、客単価が上がらないという問題を示している。またゴシック・アンド・ロリータ市場の特徴として、店頭に出ることなく予約のみで商品が完売してしまうことが多いという点も指摘されており、品薄なためスタイル維持が難しいという問題もある。
『オタク市場の研究』では、ファッションオタクを人口4万人、市場規模130億円 としているが、2004年1月30日付の読売新聞東京版夕刊には、ゴシック・アンド・ロリータ人口は推定4、5万人との記載もある。また丸井の平岩国泰は、人口100万人、200億円市場であると述べている。

##### 教育現場
日本のデザイン学校の中には、ゴシック・アンド・ロリータを採りあげている所もあり、バンタンデザイン研究所ではゴシック・アンド・ロリータを教えるファッション学部コスチュームデザイン学科 が開設され、その理由を社長の菊池健蔵は、
| 「 | 欧米は、子供と大人の中間のファッションが見当たらないが、日本の『キュート』『かわいい』はそれに当たる独自のセンス。日本の"ポップカルチャー"として海外で支持され、その尖端ファッションを学びたいという学生が増えている。 | 」 |

と説明した。

### ポップカルチャー発信使（カワイイ大使）
2009年2月、KERA、ゴシック&ロリータバイブルの読者モデル青木美沙子が外務省から「カワイイ大使」に任命され、様々なイベントに参加する予定した。なお、青木は外務省のサイトでは「ロリータファッション界のカリスマ」としてその名が挙げられている。
ポップカルチャー発信使については#JAPAN EXPO、#Japan Pop Culture Festivalでも述べる。

## イベント
ゴシック・アンド・ロリータに関連するイベントとしては小規模な私的なものから、ファッションブランドが主催するもの、ファッションビルが主催するもの、行政機関が主催するものなど主催者、規模さまざまなものが日本国内外に存在する。

### お茶会
「お茶会」とは、昼間の時間帯にゴシック・アンド・ロリータやロリータ・ファッションを着用して集まり、紅茶を飲むという会である。しかしただお茶を飲むだけではなく、ゴシック・アンド・ロリータやロリータ・ファッションを着る機会、友達作りの場、顧客受注会 などの意味も持つ。また、お茶会は全国各地で行われており、その規模も服飾メーカーが主催する100人規模のものから、私的な10人前後の集まりまでさまざまである。
日本国外でもフランスや、韓国でお茶会が開催されている。

### J-POP COLECTIONS
2007年12月8日、パリのムーランルージュ横のライブ会場でヨーロッパ初のゴスロリイベント・J-POP COLECTIONS in Paris 2007が開催された。開催時間は14時から20時、入場料2ユーロのイベントに500人が訪れ、ファッションショーにはmetamorphose temps de fille、EXCENTRIQUE、Emily Templecute、A+LIDEL、BLACK PEACE NOW、SEXY DYNAMITE LONDON、ALGONQUINSといったブランドが参加した。また、翌年5月24日には第二回がロンドンで開催され、マルイワンがゴシック・アンド・ロリータのファッションショーを披露した。

#### JAPAN EXPO

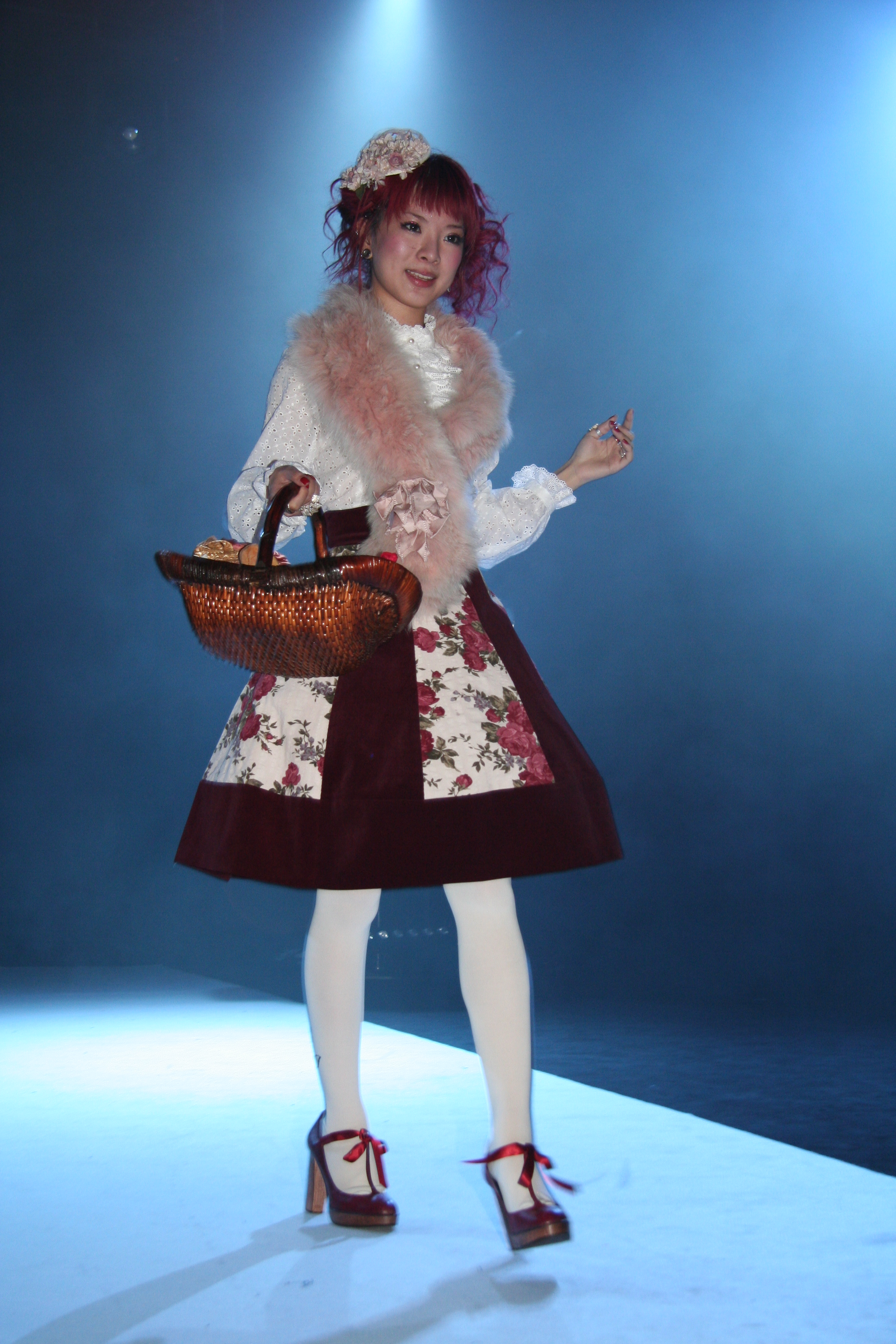
JAPAN EXPOにおけるラフォーレ原宿コレクション（2007年）Fairy wish

JAPAN EXPOは日本のポップカルチャーを集めたヨーロッパ最大のイベントである。実行委員代表のトーマス・シルデによると、2005年ごろからJAPAN EXPOにはアニメだけでなく音楽やファッションも求められてきていた。そのため、2006年の第7回JAPAN EXPOではマルキュー系のブランドを集めた「東京スタイルコレクション」が初めて開催され、翌2007年に開催された第8回JAPAN EXPOではラフォーレ原宿がファッションショーを行った。第一回のショーには13のブランドが参加し、秋冬の最新ルックが100ルック以上披露された。翌2008年に行われたラフォーレ原宿の2回目のショーにも多数ブランドが参加し、10000人以上の観客を集めた。2009年のラフォーレ原宿コレクションでは10のブランドが参加参加し、15000人を動員した。
櫻井孝昌は2009年に出版した著作『世界カワイイ革命 なぜ彼女たちは「日本人になりたい」と叫ぶのか』の中で、
| 「 | フランスのジャパン・エキスポというとコスプレとアニメのイメージが強いが、ここ数年の入場者数激増（二〇〇六年：五万六〇〇〇人、二〇〇七年：八万人、二〇〇八年：十三万四〇〇〇人、二〇〇九年：一六万四〇〇〇人）の背景には、原宿ファッションのパリでの人気急騰もあることはあることはまちがいない。 | 」 |

と述べている。なおラフォーレ原宿コレクションは、パリコレクションでも不可能な動員規模で、JAPAN EXPOのメインイベントのひとつと目されている。また、JAPAN EXPOの他にもフランスではJapan Pop Culture Festivalが開催された。しかし、日本のアパレルメーカーは中小企業がほとんどであるため、企業体力の点から、日本国外人気があることが分かっていても海外進出が難しい。よってこうしたブランドがまとまって海外進出できる支援・仕組みはクールジャパンを世界に広める上で不可欠であるという指摘もある。

#### Japan Pop Culture Festival
2009年7月2日から5日にかけて、外務省所管の国際交流基金とラフォーレ原宿 主催のJapan Pop Culture Festivalが開催された。これは外務省初の日本カルチャーのイベントであった。また、このイベントの一環として行われたラフォーレ・カワイイ・コレクションには10のブランドが参加した。
なお2009年9月26日・27日にも同名の「Japan Pop Culture Festival」というイベントが大阪の関西国際空港で開かれている。

#### インディビジュアル・ファッション・エキスポ
2005年10月にはゴスロリとレディスパンクの最大のイベントといわれるインディビジュアル・ファッション・エキスポの第1回が『KERA』の発行元、インデックス・コミュニケーションズの主催で開かれた。インディヴィジュアル・ファッション・エキスポは日本独自の個性派ファッション・イノベーターに向けたファッション・イベントであるが、ファッション・ショーだけでなく、ヴィジュアル系アーティストによるライブなども行われた。
2006年10月8日に新木場のスタジオコートで2回目のインディビジュアル・ファッション・エキスポが開かれ「インディビジュアル・マジック」をテーマとしたショーにはPEACE NOW、BLACK PEACE NOW、ALGONQUINS、SEXY DYNAMITE LONDON、Metamorphose、BABY, THE STARS SHINE BRIGHT、ALICE and the PIRATES、KERA SHOP ANGEL/ARENAなどゴスロリ系の10ブランド、G、相原玲、菅原麻里、青木美沙子、Uri、千景などのモデルの参加がアナウンスされた。なお来場者は1500人であった。

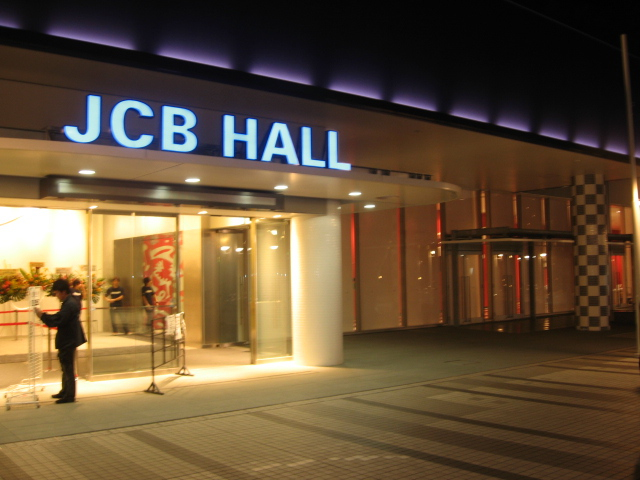
JCBホール（style-arena には2008年9月23日にJCBホールの外で撮影された写真が掲載されている）

2008年9月23日にJCBホールで開催されたINDIVIDUAL FASHION EXPO IVのファッション・ショーには、ALGONQUINS、Angelic Pretty、Metamorphose、BABY, THE STARS SHINE BRIGHT、SEXY DYNAMITE LONDON、Sixh.、HANGRY & ANGRY、ALICE and the PIRATES、artherapie、Ozz croce、Emily Temple cute、BLACK PEACE NOW、PEACE NOW、KERA SHOP ARENA（Qutie Frash、HIDEROCK Design、LISTEN FLAVOR、HYPER CORE、SUPER LOVERS）、KERA SHOP ANGEL（ATELIER BOZ、Princess Doll、Victorian maiden）などが参加した。参加ブランドはゴスロリ系とロック系あわせて約20ブランドである。また、ゲストライブには分島花音、Plastic Tree、jealkbが参加した。なおインディヴィジュアル・ファッションとは、人とは違う「独自性」を強く反映させたファッション・スタイルであるが 来場者は約3000人近くおり、 東京ガールズコレクションや神戸コレクションなどの他のファッションイベントと比べ日本人以外の来場者がかなり多くいた。
なお、インディヴィジュアル・ファッション・エキスポは、マルイワン新宿のプロモーションのほかに、「“ゴスロリファッションを楽しむ場”の提供」も目的としているという。

## 『ゴシック&ロリータバイブル』
『ゴシック＆ロリータバイブル』は、2000年にゴシック・アンド・ロリータに特化したムック誌として創刊された。これ以前には、『装苑』が金子系などのロマンチックなファッションの関係や日本発のモードとして、『CUTiE』がストリート・ファッションの中の小さな一派として、それぞれ取り上げたりしていたものの、ゴシック・アンド・ロリータの専門誌は存在しなかった。また、『CUTiE』でも1998年以降になるとほとんど取り上げられていない。
編集長の鈴木真理子によると2000年春、ゴスロリ服とヴィジュアル系バンドの動きを面白く思い、ヴィジュアル系バンドとそのファンのためのファッション雑誌を作ることを会社に提案したが会社は承認しなかった。しかし夏の終わり頃、提案に反対していた上司が繊研新聞の記事を読んで、今ゴシック&ロリータの服だけが売れているということを知り、鈴木に「ゴシック&ロリータのバイブル」を作るように求めてきた。そこで創刊が決まり、同時に誌名も決まった。『KERA』の別冊として創刊された『ゴシック&ロリータバイブル』は、ムック誌でありながら4度の重版を重ねた。さらに2003年に『ゴシック&ロリータバイブル VOL.10』、『ゴシック&ロリータバイブル VOL.20』が発行され、2007年には創刊号が『ゴシック&ロリータバイブル Premium 1st』として復刊された。
『ゴシック&ロリータバイブル』が創刊されたことから、2000年までの段階でロリータ・ファッションや、ゴシック・ファッション、ゴシック・アンド・ロリータを特集して一冊の本ができるほどブランド数が増加していたとも言われている。
2004年は、ゴスロリ系雑誌創刊ラッシュと言われたが定着と拒否が分かれた。なお2007年時点で刊行が続いていたのは『ゴシック&ロリータバイブル』と『ゴスロリ』（ブティック社）のみであった。また、メタモルフォーゼのデザイナー加藤も
| 「 | 特に2004年は、ロリータファッション（ゴスロリ？）当たり年！！といっていいほど、何冊も新しい雑誌が発行され、まぁ・・お堅い出版社さんからサブカルチャー系まで・・・・・ホント凄いですね。だけど、中をめくってみれば全部一緒。というのが実際のところ。「ゴスロリってこういうものでしょう？」みたいな。出版社さんも頑張ってるんだろうけど・・・・「子供騙し」と、ベテラン？ロリータさん達は苦笑。結果、マニュアル通りの着こなししか出来ない「制服ロリータ」ちゃんが街に溢れ出す結果に。 | 」 |

と指摘している。ゴシック・アンド・ロリータ愛好者には、幻想文学や現代アートなどを扱う『夜想』のコアな読者もいる。

### スナップから見られる変遷

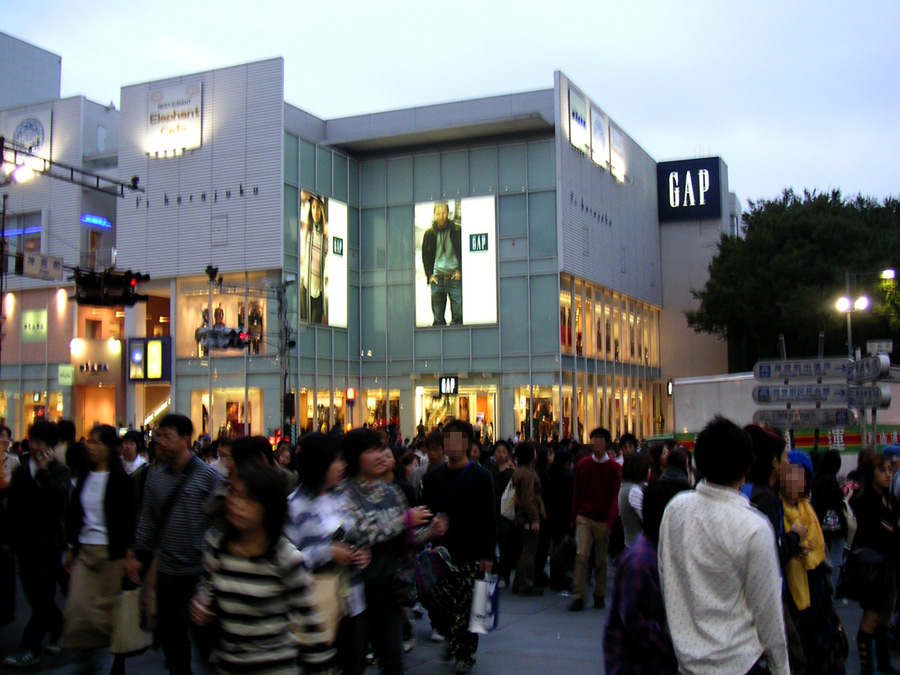
原宿：GAP前はスナップ撮影が行われることもある

2008年2月に発行された『ゴシック&ロリータバイブル ブドワール』では、過去に『KERA』、『KERA マニアックス』、『ゴシック&ロリータバイブル』に掲載されたスナップを再編集した「Gothic&Lolitaファッションの歴史がわかる!! SNAPヒストリー1998年〜2008年」という特集が組まれた。それによると各年のゴシック・アンド・ロリータの特徴は次のようにまとめられている。
創世記（1998年 - 2000年） 『KERA』VOL.3 -25、『Gothic&Lolita Bible』VOL.1、『KERAマニアックス』VOL.1
この頃はゴシック・アンド・ロリータブランドが少なかったため、ヴィヴィアン・ウエストウッドやジェーン・マープルなどのブランドに手作りしたヘア・アクセサリーやスカート、ジャケットなどのアイテムを合わせる者が多数いた。また、楠本まきの漫画作品『KISS xxxx』の主人公「かめの」に憧れる者も多かった。
2001年『Gothic&Lolita Bible』VOL.2 - 3
街にはピンクの甘いロリータ・ファッションよりも黒や白のゴシック・アンド・ロリータを着た者が多かった。
2002年『Gothic&Lolita Bible』VOL.4 - 7
女性の王子スタイルが見られるようになった。
2003年『Gothic&Lolita Bible』VOL.8 - 11
ゴシック・アンド・ロリータを基調とする様々なファッション・スタイルが発生し、フェティッシュやサイバーと合わさったものも現れた。
2004年『Gothic&Lolita Bible』VOL.12 - 15
『下妻物語』が映画化されたことで、アンダーグラウンドなファッションであったロリータやゴシック・アンド・ロリータが世間に知られるようになり、主人公の桃子のスタイルをまねてピンクの甘ロリに日傘が多く見られた。
2005年『Gothic&Lolita Bible』VOL.16 - 19
和ゴス、和ロリなどが流行り、チャイナや和のテイストをミックスしたQutie Frash、和の素材やカッティングのdespairなどの人気が上昇した。
2006年『Gothic&Lolita Bible』VOL.20 - 23
ゴシック・アンド・ロリータの頭モノとしてそれまで主流であったヘッドドレスにかわって、リボンカチューシャの着用者が増えた。
2007年『Gothic&Lolita Bible』VOL.24 - 26
前年頃一部のギャルから派生した姫ロリがブレイクした。

### 著名な読者モデル
青木美沙子
当初、活動は『KERA』本誌のみだったが『ゴシック&ロリータバイブル VOL.3』で初登場した。その後前述のように2009年に外務省からポップカルチャー発信使（カワイイ大使）に任命された。
井上麻里奈
声優。デビュー作の『コゼットの肖像』は『ゴシック&ロリータバイブル』誌上にも声優オーディションの広告が掲載された。
紫泉
インダストリアルDJ 。2001年『ゴシック&ロリータバイブル』の街頭スナップ撮影を受けたことがきっかけで同誌の読者モデルとなる。

## ゴシック&ロリータ協会
1998年、マルイワンの改装に伴いKERA! SHOPがスタートすると『KERA』の出版元バウハウスの編集広告担当者を発起人とし、BABY, THE STARS SHINE BRIGHTの磯部明徳が会長の「ゴシック&ロリータ協会」が発足された。ゴシック&ロリータ協会はバウハウスの編集広報担当、関西と関東のブランド数社が集まり、ゴシック・アンド・ロリータというカテゴリーと現在のムーブメントの原型を作った。

### 会員
2001年8月12日に、ゴシック&ロリータ協会が主催した「GOTHIC LOLITA SECRET TOUR」の広告や、その他の『ゴシック&ロリータバイブル』の広告によると、加盟していたのは次の企業と個人である。
- Angelic Pretty[197][198]
- ATELIER BOZ[197]
- ATELIER-PIERROT[197][198]
- BABY, THE STARS SHINE BRIGHT[197][198]
- BLACK PEACE NOW[197][198]
- Classic Lolita[197][198]
- GOLD SEAL[197]
- Innocent World[197][198]
- Lapin d'or [198]
- Like an Edison[197][198]
- MAM[197][198]
- marionette[197]
- MASK[197]
- Metamorphose[197][198]
- Michiru Produce[197][198]
- MIHO MATSUDA [198]
- Na+H[197][198]
- OIONE SHIBUYA[197]
- OIONE SHINJUKU[197][198]
- PS COMPANY[198]
- PUTUMAYO[197][198]
- S・E・X[198]
- SUPPURATE SYSTEM[197][198]
- Victorian maiden[197][198]
- zazou planet [197][198]
- 三原ミツカズ [197][198]

なお、ゴシック&ロリータ協会は『KERA』の出版元がインデックスコミュニケーションズに変わった際、解散している。

## オタク文化との関係
ゴシック・アンド・ロリータとオタク文化には似た部分があり、見解の一つとして樋口ヒロユキは
| 「 | 両者ともにジェンダー・バランスが極端に偏っている。オタクは美少女に「萌える」男性に偏っているが、ゴシック・ロリータは美少年のゴス・バンドを偏愛する少女達に偏っている。オタクは巨大な乳房を好み、ゴシック・ロリータは中性的な美少年を好む。オタクは美少女フィギュアを好み、ゴシック・ロリータはナルシスティックな球体関節人形を愛する・・・・・・ | 」 |

と指摘した上で、オタクは性的妄想を隠そうとしない「エロスの文化」で、ゴシック・アンド・ロリータは性の代わりに死を用いる「タナトスの文化」であるとした。さらに、両者共にジェンダー・パニックを抱えた存在で、ゴシック・アンド・ロリータの一部にも「やおい」のようなオタク文化を愛好するものがいると指摘した。

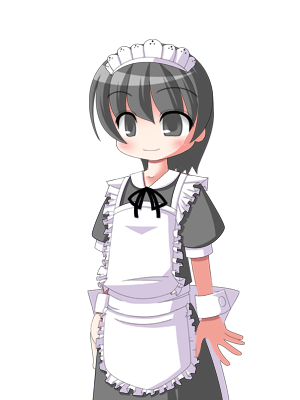
オタク文化におけるメイド

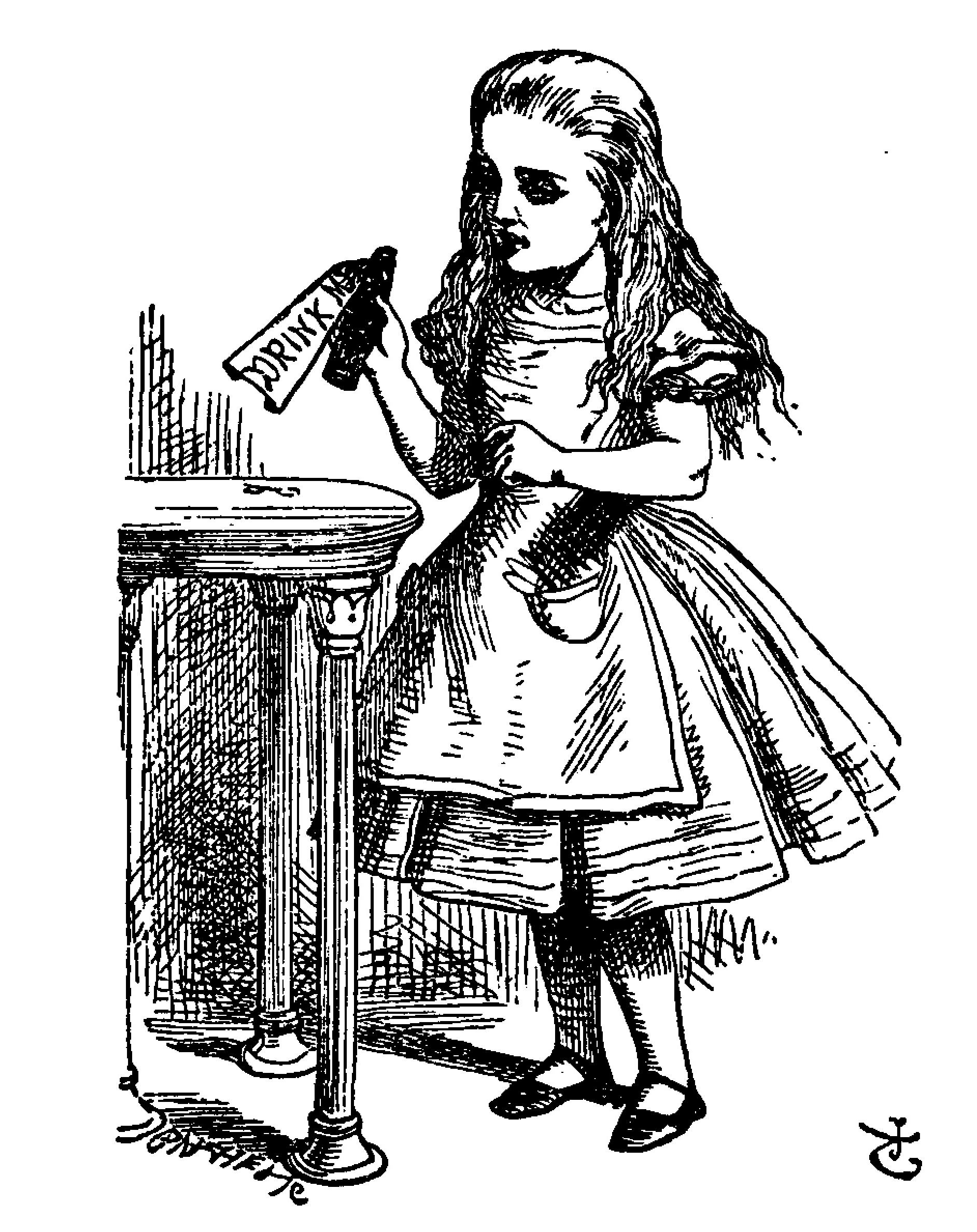
ジョン・テニエルの描いたアリス。なおテニエルは1893年にヴィクトリア女王からナイトの称号を与えられている。

またオタク文化で生まれたものをゴシック・アンド・ロリータ文化で消費するボークスのスーパードルフィーのような例もある。スーパードルフィーは男性向けのガレージキットを制作してきたボークスが女性向けに制作した球体関節人形で、耽美的な繊細な容姿・世界観でファンを魅了し、コレクタブル・ドールの世界を拡大させた。ゴシック・アンド・ロリータはスーパードルフィーの衣装としても人気が高く、所有者の中にはスーパードルフィーとお揃いの着こなしをする者もいる。ゴスロリブランドも人形用の服を販売しており、h.NAOTOのようにボークスと協業したブランドもある。また、スーパードルフィーの人気は1990年代のヴィジュアル系バンドの隆盛や、ゴシック・アンド・ロリータブームの影響も大きいという指摘もある。
とはいえ、やおいやスーパードルフィーを愛好する者は一部でしかなく、ゴシック・アンド・ロリータとオタク文化は相反する存在であるとの見解もある。例えば、メイドカフェに見られるようなアキバ系のコスプレファッションの本質はゴシック・アンド・ロリータとは全く違う。メイドカフェのメイドが一部の人々の享楽のためにあるのに対し、ゴシック・アンド・ロリータは、それを着る少女達を精神的に癒すもの で、ただ自分のためだけに着飾るもの である。また、ゴシック・アンド・ロリータと同じ頃に発生したメイドというコンセプトが、ストリートファッションとして定着せずにオタク文化の中に留まっているのは、ロリータがどこにいても緩やかな枠で位置づけられているのに対して、メイドは限定された位置づけにあるためとも言われている。

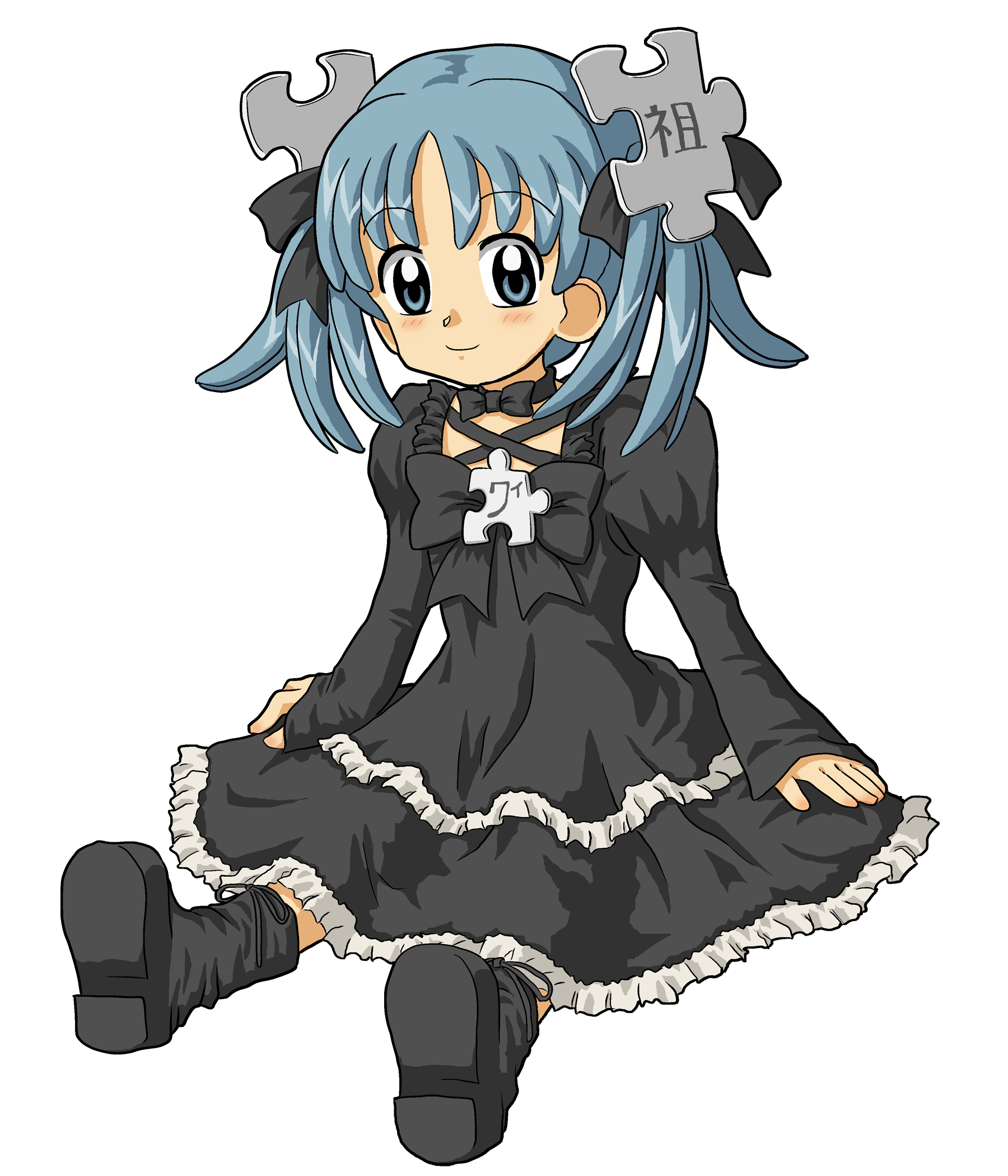
ゴシック・アンド・ロリータを着るウィキペたん（オタク文化におけるゴシック・アンド・ロリータの例）オタク文化にはゴスロリカフェも存在していたが、2008年2月11日に閉店している。またゴシック・アンド・ロリータは「お嬢様」キャラクターの服装として着物やお嬢様学校の制服と並んで挙げられる。

MIHO MATSUDAのデザイナーがDevil May Cryの登場キャラクター衣装をデザインした例もあり、コラボレーショングッズの取り扱いも行われた。MIHO MATSUDAのほかにもh.NAOTOがオタク文化と関わりのある取り組みを行っている。

### オタク文化とh.NAOTO
前述のように、h.NAOTOはボークスと協業しているが、h.NAOTOのデザイナー廣岡直人は、ゴシック・アンド・ロリータに次ぐ柱 として登場した「ヘブン」でコスプレ、アニメ、ゲームなどを題材としたラインを発表している。ヘブンは声優の高橋直純や水樹奈々が着用したことで顧客を一気に獲得し、東京原宿にオープンした路面店では開店初日に500人のファンが列をつくり、約600万円を売り上げた。また、人気声優とのタイアップも企画し、高橋直純とのコラボレーションショーも行われた。また2005年8月4日付けの繊研新聞に掲載された、あるレディスアパレルメーカーについての記事によると、東京原宿で開いた路面店に全国からアキバ系が集まり、初日だけで約800万円を売り切った。
またh.NAOTOは、東京ビッグサイトで2006年8月11日から3日間の日程で開催されたコミック・マーケットに「ハングリー&アングリー」を出展した。この出展は商標権と製造・販売ライセンスを玩具メーカーのサンリオに供与することが決まっていた「ハングリー&アングリー」の全国展開を前に、知名度を上げることが目的であった。また12日、13日には声優の酒井香奈子も来店した。酒井はマルイヤング新宿店のイベントスペースに開店した期間限定ショップにもキャラクターグッズに身を包んで登場した。2007年の段階でコミックマーケットへの出展は3回行われている。

### オタク文化との格差
また日本では、オタク市場が認知度、市場規模で優位に立っており、ゴシック・アンド・ロリータが吸収されかねない状態にある。樋口ヒロユキは、このようなオタク文化とゴシック・アンド・ロリータ文化の規模の差について、男性の文化と女性の文化という違いによる、ジェンダー・バイアスの影響を認めつつも、私見として、ゴシック・アンド・ロリータが社会への主張・説明の機会を逸してきた点を指摘した。その例として、オタクとの関連を指摘された東京・埼玉連続幼女誘拐殺人事件の際にはオタク文化人が積極的に寄せたが、ゴシック・アンド・ロリータとの関連を指摘された河内長野市家族殺傷事件の際にはゴシック・アンド・ロリータ文化人がコメントを拒否したことをあげている。また海外でもゴシック・カルチャーが盛んなアメリカ合衆国でゴシック・カルチャーとの関連を指摘されたコロンバイン高校銃乱射事件の際に、マリリン・マンソンが主張した。
しかし、ゴシック・アンド・ロリータのマーケットはヴィジュアル系バンドから、パンク・ロック、ロック、コスプレ、アニメ声優などの切り口を巻き込み、より大きなマーケットを形成しつつあるという指摘も見られる。

### コスチュームとしてのゴシック・アンド・ロリータ
ゴシック・アンド・ロリータの流行によって、アニメや漫画にもゴシック・アンド・ロリータ的な装いのキャラクターが登場するようになると、現実離れしたゴシック・アンド・ロリータ服は、漫画の登場人物になってみたい、登場人物のような服装をしたいというコスプレイヤーにも受け入れられるようになった。さらに、コスプレが禁止されている会場においても、あくまでファッションであるという理由でゴシック、ロリータ、ゴシック・アンド・ロリータは許可されている場合もある。しかし、ゴシック・アンド・ロリータ愛好者の中にはコスプレとしてゴシック・アンド・ロリータを着ることに対して嫌悪感を示すものもいる。なお、コスプレ雑誌『電撃レイヤーズ』は「コスロリ」という言葉を提唱している。コスロリとは「コスプレゴスロリ」や「コスプレロリータ」を意味する語であるが、愛好者のなかにはこれらコスロリを好まないものもいる。その一方で、それらコスロリも、ゴシック・アンド・ロリータを着用しない人々から見れば、定期的に着用するユーザーとみることもできる、という指摘もある。また、同人誌即売会に小物類や衣装を出展することもあり、前述のh.NAOTOのようにアパレルメーカーが同人誌即売会に出店するケースもある。そのため、ファン層の何割かは、漫画やアニメと密接に関係した部分の影響を受けており共存している、との指摘もある。またヨーロッパにおけるゴシック・アンド・ロリータの定着に『NANA』や『DEATH NOTE』が与えた影響は大きいとも言われており、『DEATH NOTE』の弥海砂や『NANA』のような格好がしたいという部分がきっかけになっているのは間違いないという指摘もある。

## ゴシック・アンド・ロリータ関連年表
- 18世紀、ルイ15世のフランス宮廷からロココ文化が始まる[10]
- 1764年、『オトラント城奇譚』発表[218]
- 1795年、『マンク』発表[219]
- 1818年、『フランケンシュタイン』発表[220]
- 1837年、ヴィクトリア朝時代の始まり[86]
- 1865年、『不思議の国のアリス』発表[221][220]
- 1886年、『小公子』出版[221]
- 1897年、『吸血鬼ドラキュラ』発表[222]
- 1901年、ヴィクトリア朝時代の終わり[86]
- 1922年、『吸血鬼ノスフェラトゥ』発表[223] [224]
- 1931年、『フランケンシュタイン』映画化[225]
- 1955年、『ロリータ』発表[220]
- 1970年、MILK誕生[226]
- 1971年、ピンクハウス誕生[85]
- 1971年、ヴィヴィアン・ウエストウッド活動開始[226]
- 1979年、Angelic Prettyの前身、セレクトショップPrettyがラフォーレ原宿にオープン[227]
- 1983年、ナゴムレコード創立[226][53]
- 1984年、トランスレコード創立[226][53]
- 1988年、BABY, THE STARS SHINE BRIGHTの前身となる婦人服製造会社設立[227]
- 1989年、Xメジャーデビュー[228]
- 1989年、Kazuko Ogawa誕生[85]
- 1980年代、ナゴムギャル、トランスギャル出現[50][51]
- 1990年頃、VISIBLEが黒いアイテムを作る[51]
- 1992年、MALICE MIZER結成[83]
- 1992年、BABY, THE STARS SHINE BRIGHT設立[229]
- 1998年3月、『KEROUAC』（後の『KERA』）誕生[230]
- 1998年5月、『KEROUAC』の原宿スナップ隊が「ゴシック&ロリータ」、「ゴスロリ」と呼ばれるファッションを確認する[39]
- 1998年9月、『KEROUAC』で「ゴスロリ」という語が登場する[39]
- 1998年、ゴシック&ロリータ協会発足[186]
- 1998年、MALICE MIZERメジャーデビュー[83][228]、merveilles発表
- 1999年、Moi-même-moitiéが誕生[54][83]
- 1999年、『KEROUAC』創刊[226][230]
- 1999年、スーパードルフィー発売[226]
- 1990年代、ゴシック・アンド・ロリータが認知され始める[220]
- 2000年、ゴシック・アンド・ロリータが徐々に浸透する[83]
- 2001年、ゴシック・アンド・ロリータやパンク系トレンドが浮上[231]
- 2001年、『ゴシック&ロリータバイブル』が創刊[40]
- 2002年、『下妻物語』発表[220]
- 2003年、河内長野市家族殺傷事件が発生[25]
- 2004年、『下妻物語』映画化[53][220]
- 2004年、ゴスロリ系雑誌創刊ラッシュ[83]
- 2004年1月、『ゴスロリ』発行[232]
- 2004年5月、『FRiLL』発行[233]
- 2004年9月、『メゾン〜ゴシック&ロリータSTYLEBOOK』発行[234]
- 2004年10月、『ゴスロリ&パンクスタイル ROCOCO』発行[235]
- 2005年、モードでゴシック・アンド・ロリータが取り上げられる[79]
- 2005年10月、インディビジュアル・ファッション・エキスポが開かれる[146]
- 2006年12月1日、フランスパリ初のゴスロリ専門洋服店「ハラジュク」がオープンする[123]
- 2007年、JAPAN EXPOにてラフォーレ原宿がファッション・ショーを行う[125][127]
- 2007年、h.NAOTOが08年春夏東京コレクションに参加する[120][125]
- 2007年6月、フランス初のゴスロリブランドKAWAIKOがパリ市内に店舗をオープンする[124]。
- 2008年、横浜美術館で「ゴス展」が開かれる[60]
- 2008年、JAPAN EXPOにてラフォーレ原宿が2回目のファッション・ショーを行う[162]。
- 2009年2月、青木美沙子がポップカルチャー発信使（カワイイ大使）に任命される[151][152][153]
- 2009年7月、Japan Pop Culture Festival[156][157]、JAPAN EXPOにカワイイ大使が参加する
- 2010年4月、『ゴシック&ロリータアンサンブル Vol.1』発行[236]
- 2017年5月、Gothic&Lolita Bible 休刊。
- 2018年6月、LE PANIER Vol.1』発行。